# キャセイパシフィック航空
キャセイパシフィック航空（キャセイパシフィックこうくう、簡: 国泰航空, 繁: 國泰航空, 拼音: Guótài hángkōng, 広東語イェール式: gwok taai hòhng hūng, 英: Cathay Pacific Airways Ltd., CPA, HKSE：0293）は、香港を拠点とする航空会社。香港のフラッグキャリアである。
イギリス・スカイトラックス社による航空会社の格付けで、最高評価の「ザ・ワールド・ファイブ・スター・エアラインズ（The World's 5-Star Airlines）」の認定を得ている。イギリス系で香港の財閥『スワイヤー・グループ』 (Swire Group) が40%の株式を保有しており、事実上スワイヤーのグループ企業である。また、航空連合「ワンワールド」に加盟している。

## 概要
香港国際空港を拠点としている。同空港周辺には機材整備施設や本社機能、訓練施設などを持つキャセイシティ（Cathay City:國泰城）を形成している。

航空券の座席予約システム（CRS）は、アマデウスITグループが運営するアマデウスを利用している。
キャセイは中国国際航空（エアチャイナ、国航）と戦略的に相互資本提携をしている。しかし、国航はスターアライアンスに加盟しているので、ワンワールドに加盟しているキャセイにとっては、航空連合としてはライバル関係にあたる。

## 名称
社名にあるキャセイ (Cathay) とは、マルコ・ポーロによって有名になり、欧米の陸路貿易国を中心に使われていた、契丹に由来する中国の名称「カタイ」の英語訳で、英語では中国の旧称となっている。現地中国語名では、國泰航空公司と表記されている。台湾の国泰世華銀行などを抱える金融グループ「國泰金控」（Cathay Financial Holdings Co., Ltd.）や、かつて香港にあった映画製作会社「モーションピクチャー・アンド・ゼネラル・インベストメント」（Motion Picture and General Investments Limited, MP&GI; 國際電影懋業公司）を保有していたシンガポールの複合企業キャセイ・オーガニゼーション（Cathay Organisation Holdings Limited）とのグループ関係はない。

## 歴史

### 設立
- 1946年9月24日、ロイ・ファレル、シドニー・カンツォによって設立された。
- 1945年に購入したダグラスDC-3を使用し、1950年1月28日にシドニー-上海間で貨物便運航を開始した[5]。
- この収益性の高い事業に対し中華民国政府関係者から圧力がかかって事業の継続が困難になり、また、その後国共内戦の激化に伴い、上海から移り住んだイギリスの植民地の香港にて、1946年9月24日に正式にキャセイパシフィック航空として創立した。
- 1947年までに、DC-3を5機追加導入し、ヴィッカース・カタリナ水上機を2機導入した。
- 1940年代後半、香港政府によって、キャセイパシフィック航空、香港航空との間で市場が分割され、キャセイパシフィック航空は南方面(東南アジアとオーストラリアを含む)への路線を担当することとなった。
- 1959年、香港航空を買収し、香港のフラッグキャリアとなった[6]。
- 1962年から1967年にかけて、急成長し、日本の福岡、名古屋、大阪への国際線を運航した世界初の航空会社となった。
- 1964年には、初のジェット機であるコンベア880を導入した。
- 1967年には、ロッキードL-188エレクトラを退役し、全機をジェット機に統一。

- 1971年、ボーイング707を導入し、アジア地域の主要都市に直行便を拡大。
- 1974年にはマクドネルダグラスDC-10、1979年にはボーイング747を導入するなど、大型機材も積極的に導入した。
- 1980年7月16日には、ボーイング747-200型機を使用して宗主国イギリスの首都であるロンドンへの乗り入れを週1便で開始した。
- 1982年、キャセイパシフィック航空カーゴを設立し、貨物事業に本格参入した[7]。
- 1986年5月15日、香港証券取引所に上場した[8]。
- 1990年1月、ドラゴン航空の株式を、1994年には貨物航空会社エア香港の株式の75%を取得するなど、香港を拠点にする会社をグループ化した。
- 1994年にエアバスA330を導入し、それに合わせて、ランドーアソシエイツ社でブランド刷新を実施た。ブラッシュウイングと呼ばれる中国伝統の書道や鳥の羽をモチーフにした新ロゴを制定した[9]。またCIを実施当初のテーマソングは坂本龍一が担当した。日本ではCI導入以前のCMでは、バリー・ホワイト作曲の「愛のテーマ」をBGMに広川太一郎のナレーションにて「着きごこち、さわやか。」というキャッチフレーズでも有名となった。
- 1997年、香港の中国返還に伴い、保有機の登録番号と国旗を更新した。
- 1998年5月21日、ボーイング777-300を導入。
- 1998年9月21日、アメリカン航空、ブリティッシュ・エアウェイズ、カナディアン航空、カンタス航空とともに、ワンワールドを設立した。
- 1998年9月26日から10月7日までの2週間、フィリピン航空の国内線および国際線業務を一時的に引き継いだ[10]。
- 1998年7月5日、香港啓徳空港での運行を終了した。翌6日からは、新香港国際空港での運行を開始した。
- 2006年には、香港の第2の航空会社である香港ドラゴン航空を買収し傘下に収めた。
- 2008年6月、航空貨物価格操作契約をめぐる独占禁止法の調査に関して、米国司法省と司法取引を締結し、6,000万米ドルの罰金が科せられた。ただし、香港の法律では違法とされていない行為だった[11][12]。
- 2010年、エアバスA350 XWBを発注。
- 2016年1月、香港ドラゴン航空をキャセイドラゴン航空に改称すると発表した。
- 2016年10月8日、最後のボーイング747型機旅客型を退役させた。ただし、貨物機は現在でも多数保有している[13]。
- 2018年、約940万人の乗客のデータがデータ侵害される被害が発生した[14]。
- 2019年3月27日、香港で唯一の格安航空会社である香港エクスプレスを買収すると発表した。
- 2019年-2020年香港民主化デモに関連して、空港が占拠され運航便が欠航し、また、中国民用航空局よりデモに参加した従業員を中国路線から排除すること、事前に中国に向かう便に搭乗するクルーの情報を提出することを求められた[15]。また、デモ参加者の解雇が相次いでおり、労働組合は「文化大革命」式の政治的粛清を実行しているとして同社を非難している[16][17]。一部の中国国営企業は、従業員に対してキャセイ航空の利用禁止命令を出している[18]。8月16日にはこれら従業員によるデモ参加者対応で最高経営責任者（CEO）ルパート・ホッグ氏と最高顧客・商務責任者（CCO）のポール・ルー氏が辞任しCEOはキャセイの主要株主であるスワイヤーグループのオーガスタス・タン氏が後任となり[19]、11月6日には会長ジョン・スローサー氏も退任し、スワイヤー・パシフィックの幹部、パトリック・ヒーリー氏が就任するとした[20]。
- 2020年10月21日、コロナウイルス感染拡大により、子会社キャセイドラゴン航空の運航を停止し、合併した[21]。

## 保有機材
かつて香港がイギリスの植民地であった事や、親会社のスワイヤー・グループがイギリス資本であった事などから他の豪などイギリス連邦加盟国と同じくロールス・ロイス社製のエンジンを選択することを好んだ。しかし、近年の旅客機メーカーが、エンジンメーカーを単一にする事によってエンジン開発のリスクマネージメントする方針などから機種によって選択不可になったり、他航空会社の中古機材導入によって括れなくなってきている。

なお、キャセイパシフィック航空が発注したボーイング社製航空機の顧客番号（カスタマーコード）は67で、航空機の形式名は747-467,  747-467F,  777-267, 777-367, 777-367ER などとなる。また、機体の機体記号について香港では中国返還以前英国租借当時はVR-H**で登録されていたが、中国(台湾を含む)本土との混乱を避けるべくB-H**としていた。しかし香港航空、香港エクスプレス航空、運航停止済みのオアシス香港航空、子会社に当たるキャセイドラゴン航空までもが使用してきた関係上B-H**だけでは手一杯となってしまったなどの背景から最近の登録機材ではB-K**、B-L**などで対処している。

### 運航機材
| 機材                 | 保有数 | 発注数 | 座席数 | 座席数 | 座席数 | 座席数 | 座席数 | 備考                                                                    |
| 機材                 | 保有数 | 発注数 | F      | C      | W      | Y      | 計     | 備考                                                                    |
| -------------------- | ------ | ------ | ------ | ------ | ------ | ------ | ------ | ----------------------------------------------------------------------- |
| エアバスA321neo      | 16     | 24     | -      | 12     | -      | 190    | 202    | 一部香港エクスプレス航空用に発注 キャセイドラゴン航空からの移管機材あり |
| エアバスA330-300     | 43     | -      | -      | 39     | 21     | 191    | 251    |                                                                         |
| エアバスA330-300     | 43     | -      | -      | 39     | -      | 223    | 262    |                                                                         |
| エアバスA330-300     | 43     | -      | -      | 28     | -      | 265    | 293    |                                                                         |
| エアバスA330-300     | 43     | -      | -      | 42     | -      | 265    | 307    |                                                                         |
| エアバスA330-300     | 43     | -      | -      | 24     | -      | 293    | 317    |                                                                         |
| エアバスA330-300     | 43     | -      | -      | 50     | -      | 230    | 280    |                                                                         |
| エアバスA330-900     | -      | 30     | 未定   | 未定   | 未定   | 未定   | 未定   | 30機のオプション付き 2028年より受領予定                                 |
| エアバスA350-900     | 30     | -      | -      | 38     | 28     | 214    | 280    |                                                                         |
| エアバスA350-1000    | 18     | -      | -      | 46     | 32     | 256    | 334    |                                                                         |
| ボーイング777-300    | 17     | -      | -      | 42     | -      | 396    | 438    | ローンチカスタマー                                                      |
| ボーイング777-300ER  | 35     | -      | 6      | 53     | 34     | 201    | 294    | 361席仕様に改装予定                                                     |
| ボーイング777-300ER  | 35     | -      | -      | 40     | 32     | 296    | 368    | 361席仕様に改装予定                                                     |
| ボーイング777-300ER  | 35     | -      | -      | 45     | 48     | 268    | 361    | 361席仕様に改装予定                                                     |
| ボーイング777-9      | -      | 35     | 未定   | 未定   | 未定   | 未定   | 未定   | 2026年から受領予定                                                      |
| 貨物機材             |        |        |        |        |        |        |        |                                                                         |
| エアバスA350F        | -      | 6      | 貨物   | 貨物   | 貨物   | 貨物   | 貨物   | 747-400ERFを置き換え予定 20機のオプション付き                           |
| ボーイング747-400ERF | 6      | -      | 貨物   | 貨物   | 貨物   | 貨物   | 貨物   | A350Fに置き換え予定                                                     |
| ボーイング747-8F     | 14     | -      | 貨物   | 貨物   | 貨物   | 貨物   | 貨物   |                                                                         |
| 計                   | 179    | 95     |        |        |        |        |        |                                                                         |

カラーリングについては、エメラルドグリーンの背景に赤いストライプと、白い筆文字で翼をイメージしたブラッシュ・ストロークと呼ばれるロゴが入ったものになっており、これは機体にも描かれている。

2015年11月1日に新塗装を発表。Eight Parnershipのデザインにより垂直尾翼が全面緑で塗られたところに簡略化を施したブラッシュストロークが大きく入ったほか、従来の赤色を廃した緑・グレー・白の3色の配色で胴体はシンプルなデザインに仕上げられた。この新塗装第1陣となったボーイング777-300ER（機体番号：B-KPM）は、東京 - 香港線のCX548便（香港8:45発東京羽田行き）にてデビューを果たしている今後5年間で約150機を新しい塗装に塗り替える他、2016年受領のエアバスA350XWBは最初から新塗装で受領する。2023年から機体塗装はそのままに「CATHAY PACIFIC」のロゴを拡大（※「member of oneworld」塗装はそのまま）、また貨物機については「CATHAY CARGO」の表記に変更されている。

香港という地勢柄、実質国内線（中国本土は除く）運航は提供しておらず、香港返還前は国際線が専らであることで殆どがワイドボディ機のみによるフリート構成となっていたが、返還以降中国国際航空の増資もあり以前は子会社香港ドラゴン航空がナローボディ機で運航していた路線ごと吸収したため、一部ナローボディ機も運用するようになっていて、使用される機体年齢は若いものが多く、最新鋭の機材を積極的に導入している。同社は最新鋭のボーイング777-300ERも30機以上導入して747-400を置き換えた。また同機導入に伴い、運用上制限のあったエアバスA340-600を退役させフリートを統一した。また、これ以前には米国イースタン航空から購入したロッキードトライスターL-1011やボーイング707なども存在したほか、日本航空からコンベア880を導入し運航していた。2010年にはエアバスA350 XWBを発注をした。

貨物部門はボーイング747-400Fとボーイング747-400ERFを運用していて、以前は旅客機型を改修したボーイング747-400BCFを運用していた。最新型のボーイング747-8Fを発注し、2011年より受領を開始した。

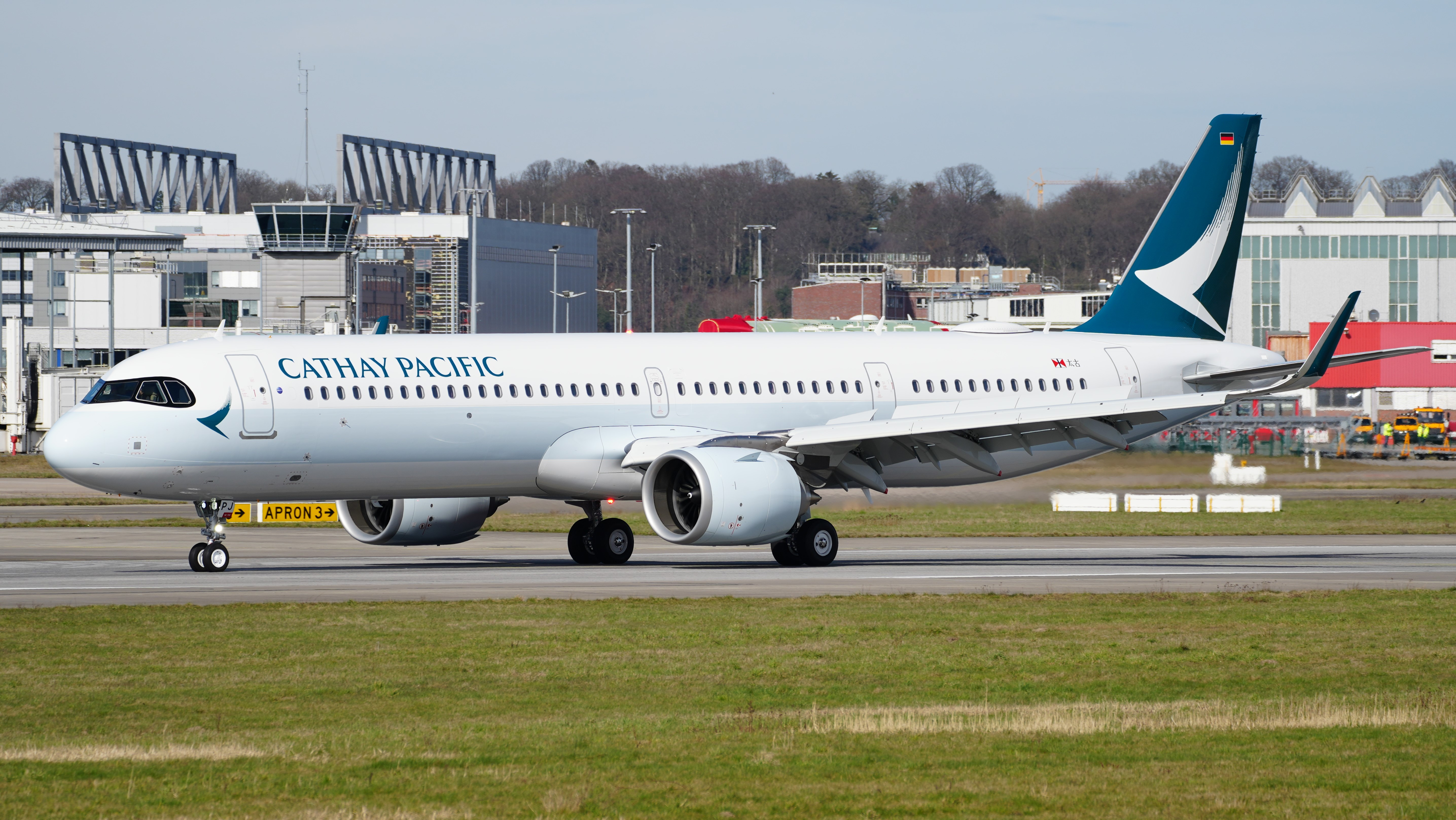
エアバスA321neo
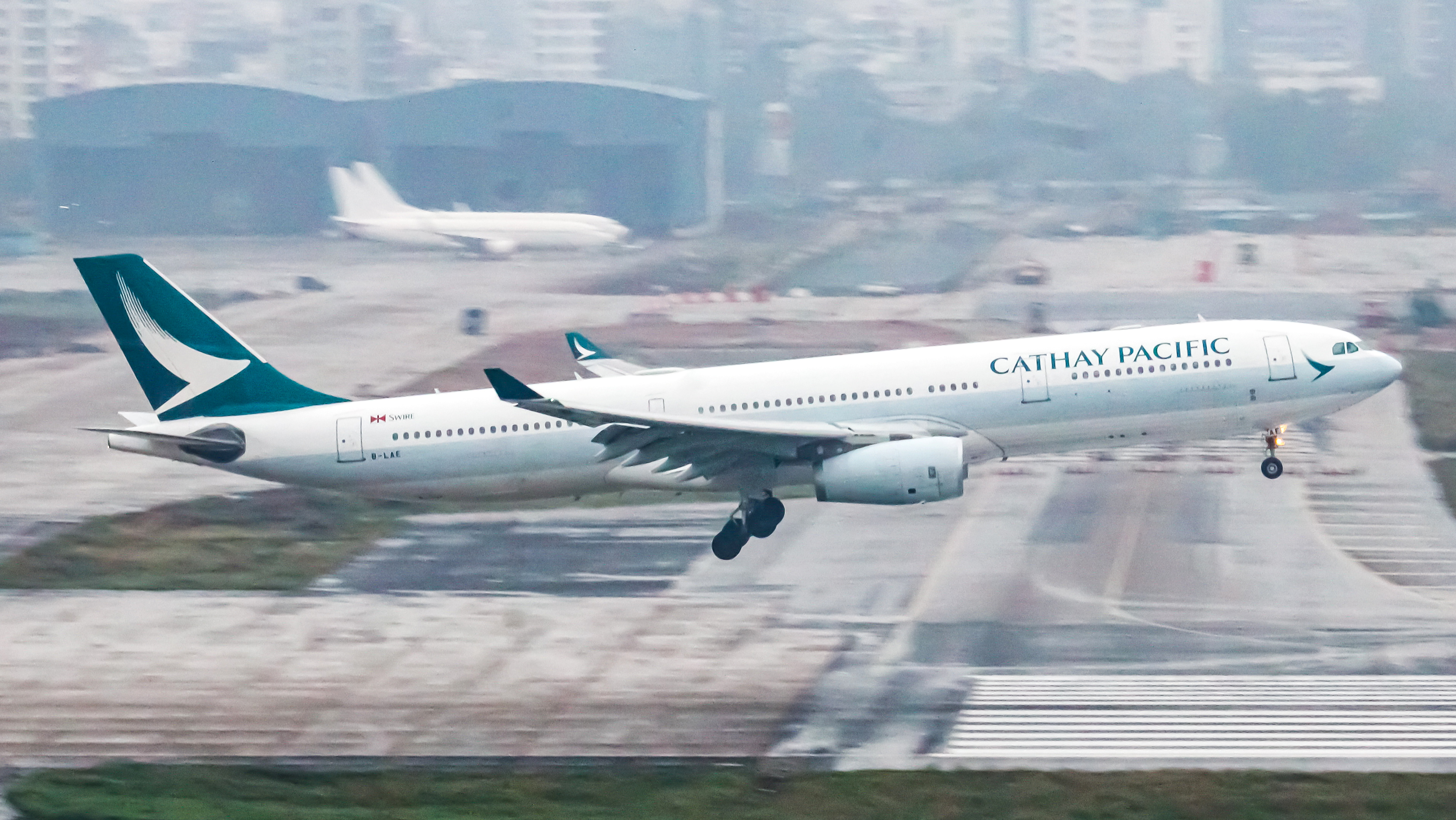
エアバスA330-300
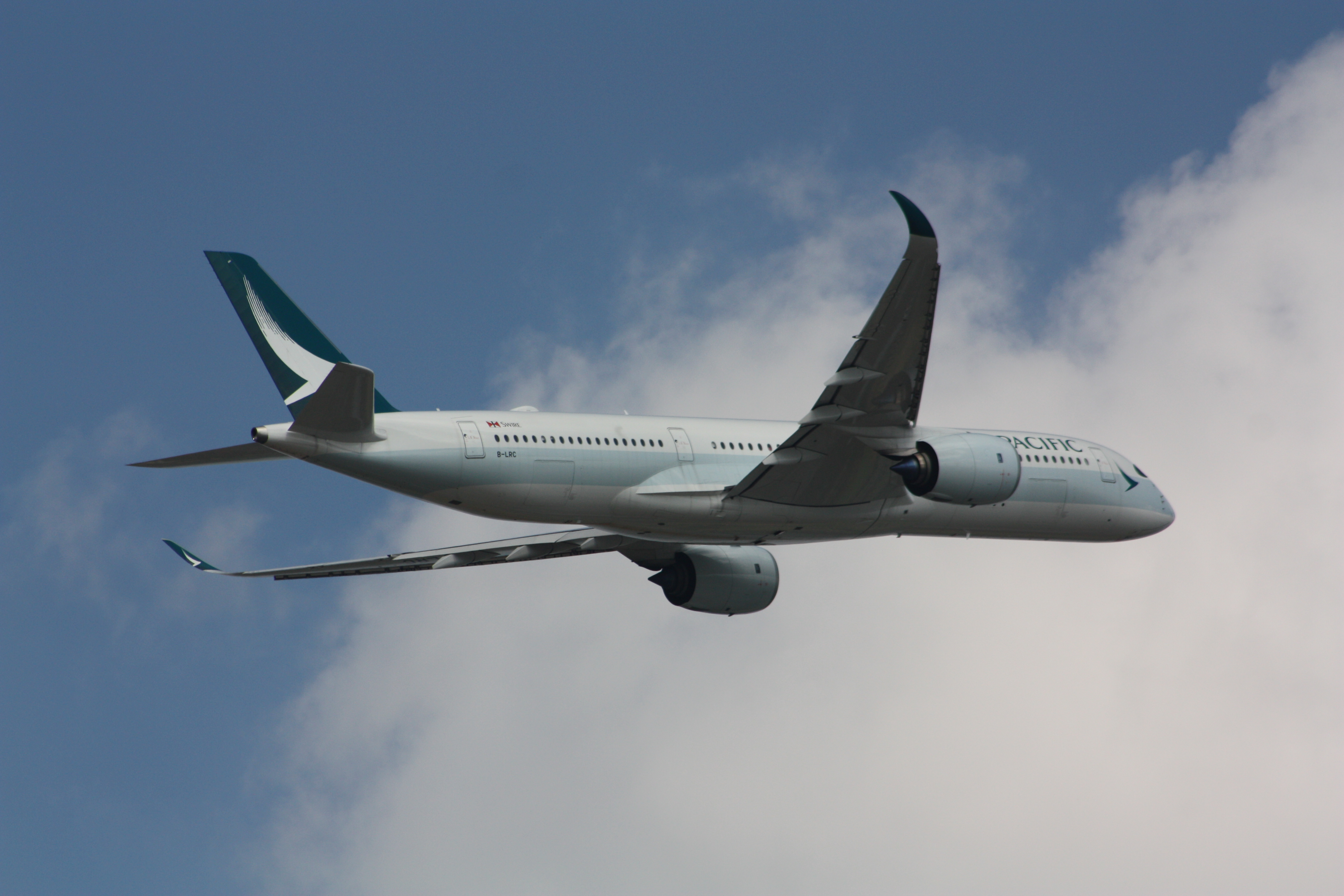
エアバスA350-900
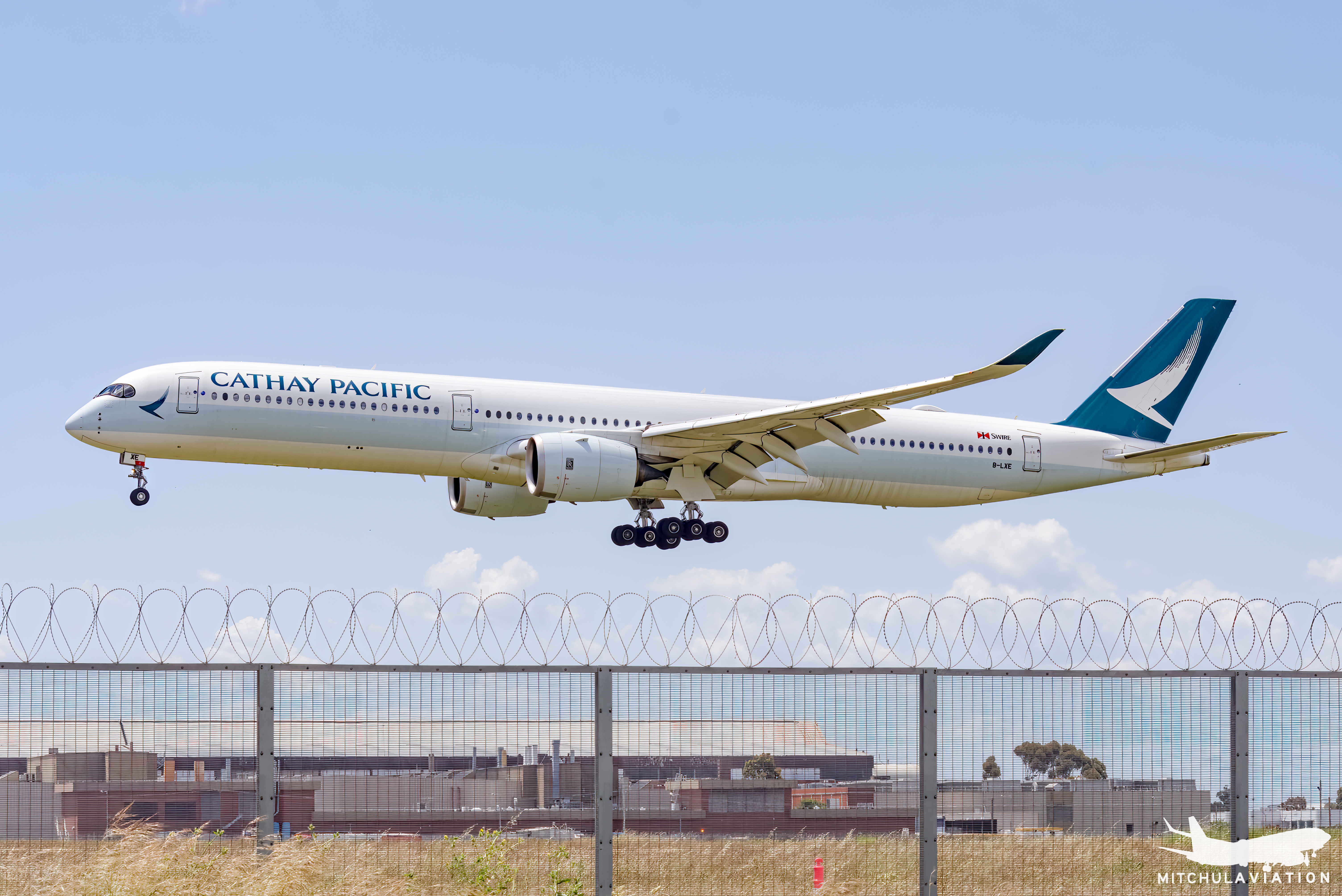
エアバスA350-1000
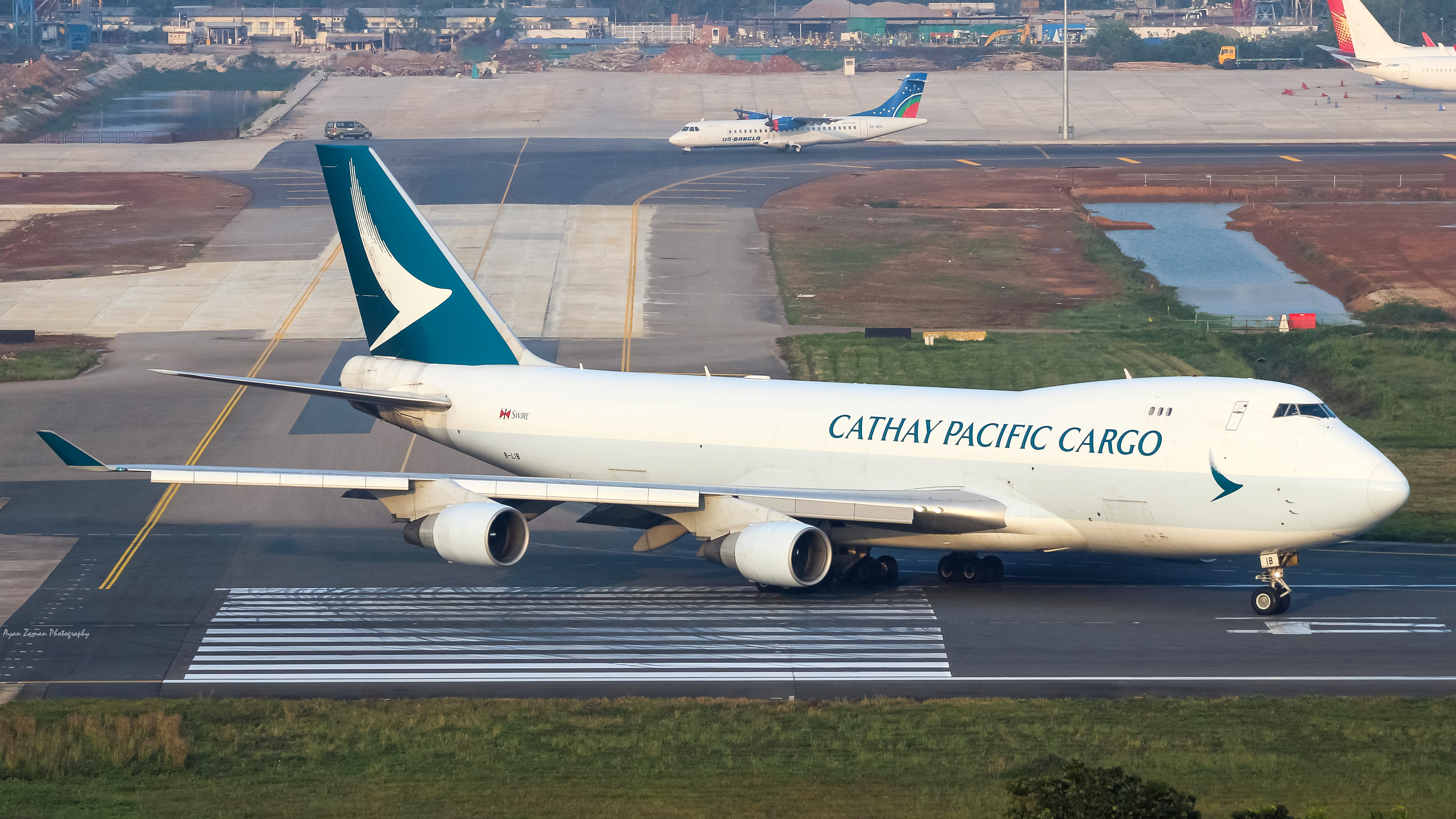
ボーイング747-400ERF
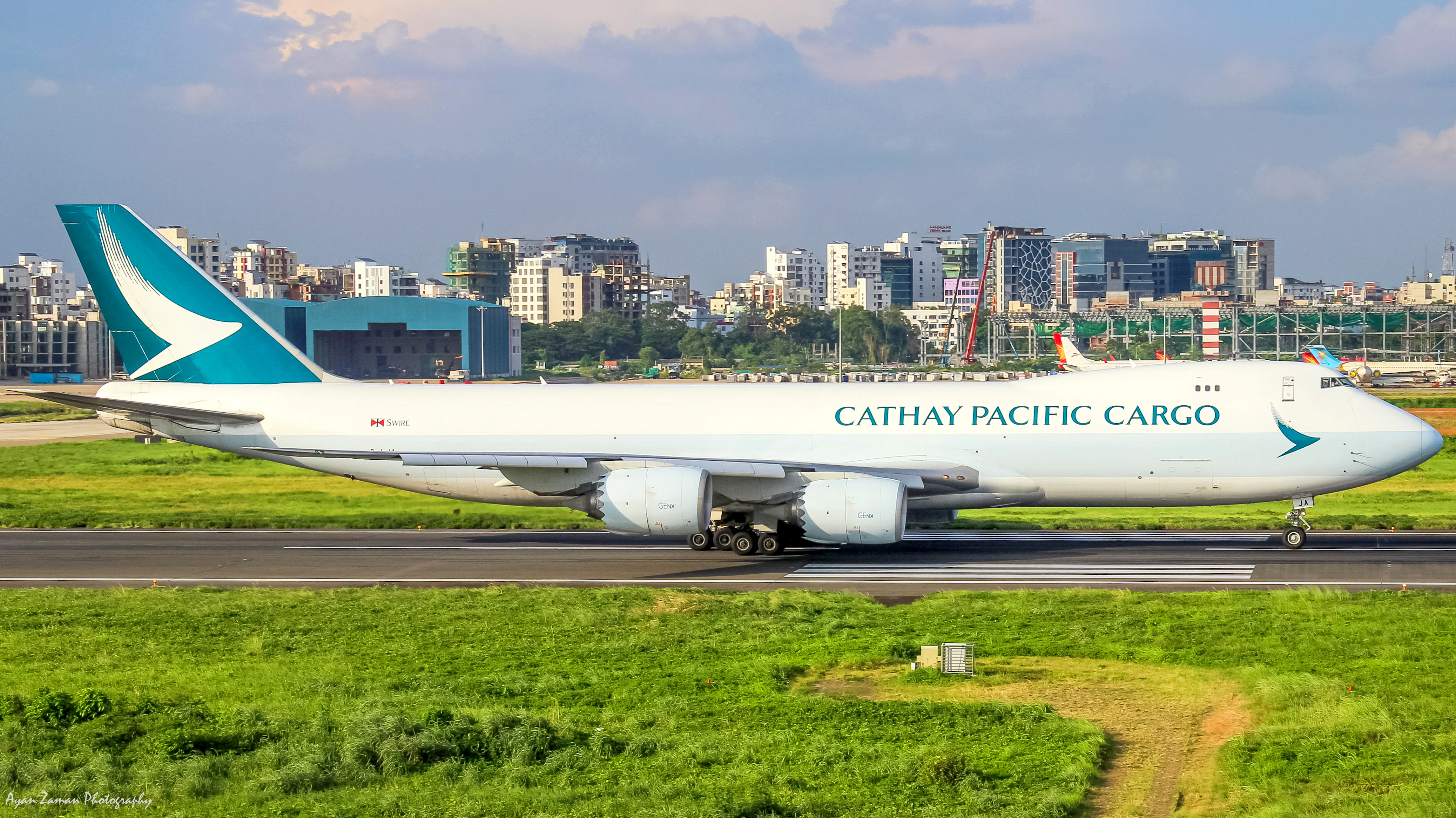
ボーイング747-8F
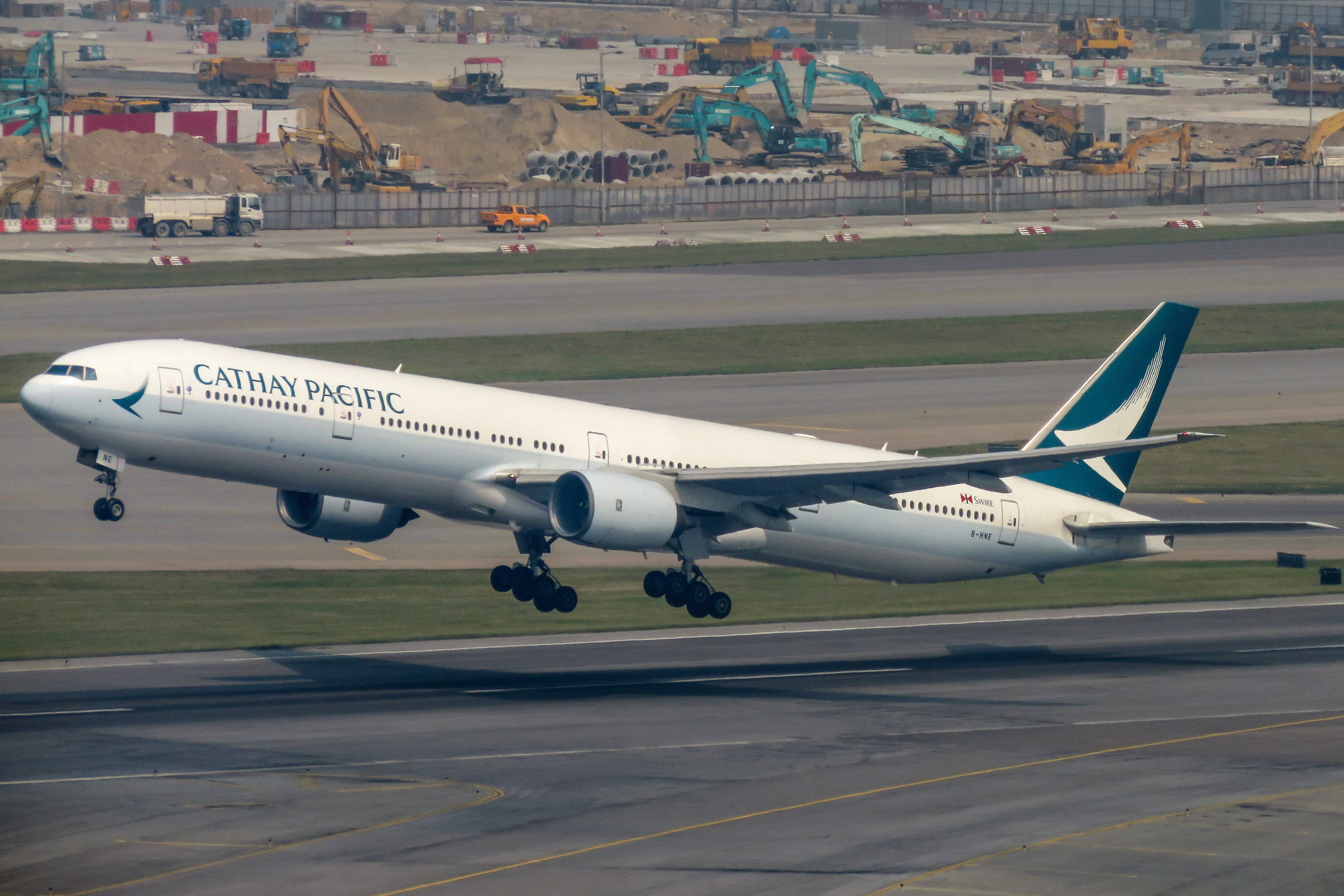
ボーイング777-300
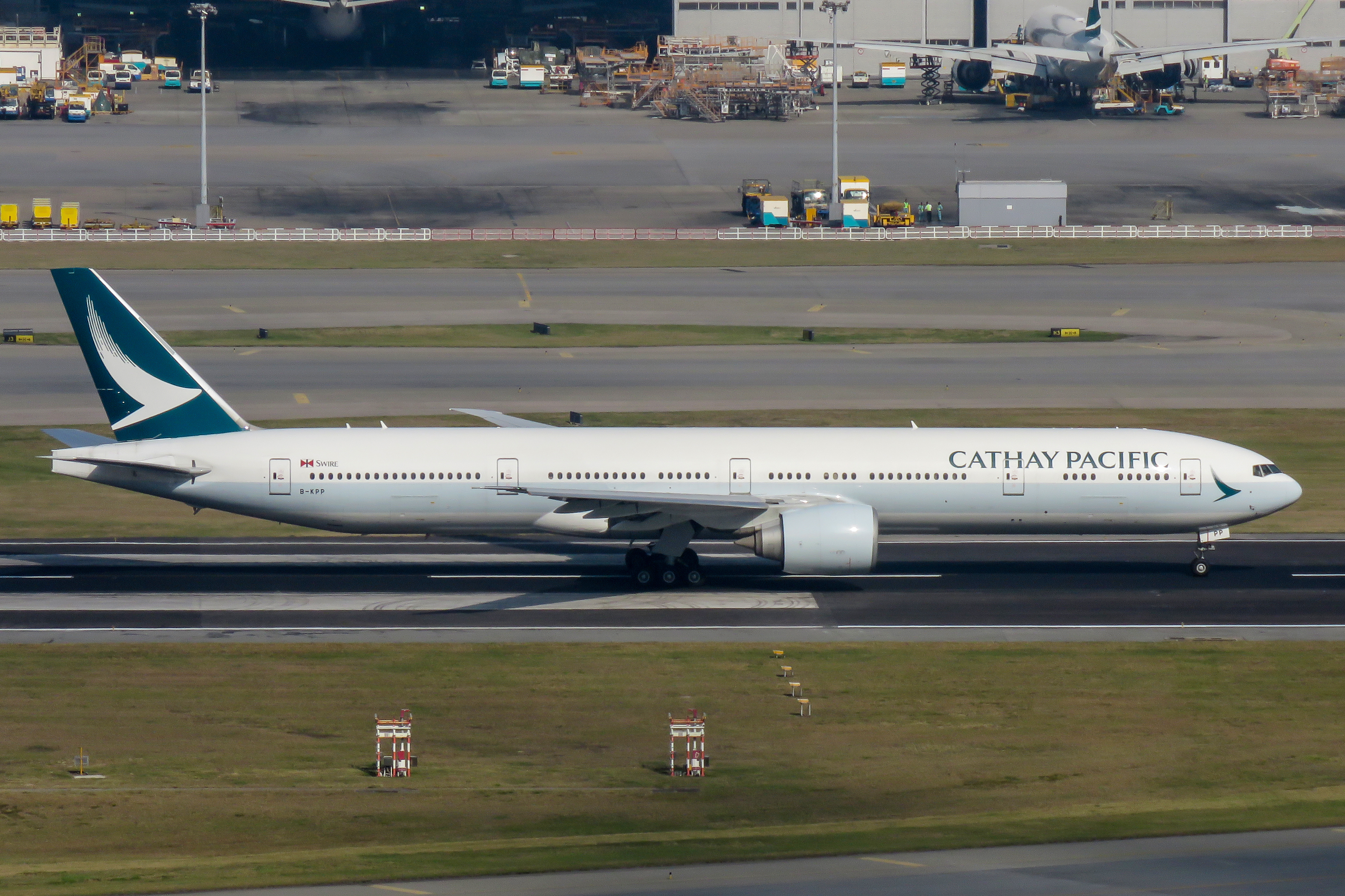
ボーイング777-300ER

### 退役機材
- エアバスA320-200
- エアバスA321-200
- エアバスA340-200/300/600
- ボーイング707-320C
- ボーイング747-200B/200F/200SF
- ボーイング747-300
- ボーイング747-400/400BCF/400F
- ボーイング777-200
- コンベア880
- ダグラス DC-3
- ダグラス DC-4
- ダグラス DC-6B
- ロッキード L-188 エレクトラ
- ロッキード L-1011 トライスター

2016年10月1日、東京発香港行CX543便（機体番号はB-HUJ）をもって旅客型のボーイング747-400が全機退役した。この退役をもって同社のフリートから旅客型のボーイング747が姿を消し、37年間の運航に終止符が打たれた。2017年3月、エアバスA340-300が全機退役。この退役により、同社の旅客運航用フリートから四発エンジン機が姿を消すこととなった。
 いずれも現行塗装を纏った機体は登場せず、旧塗装での退役となった。

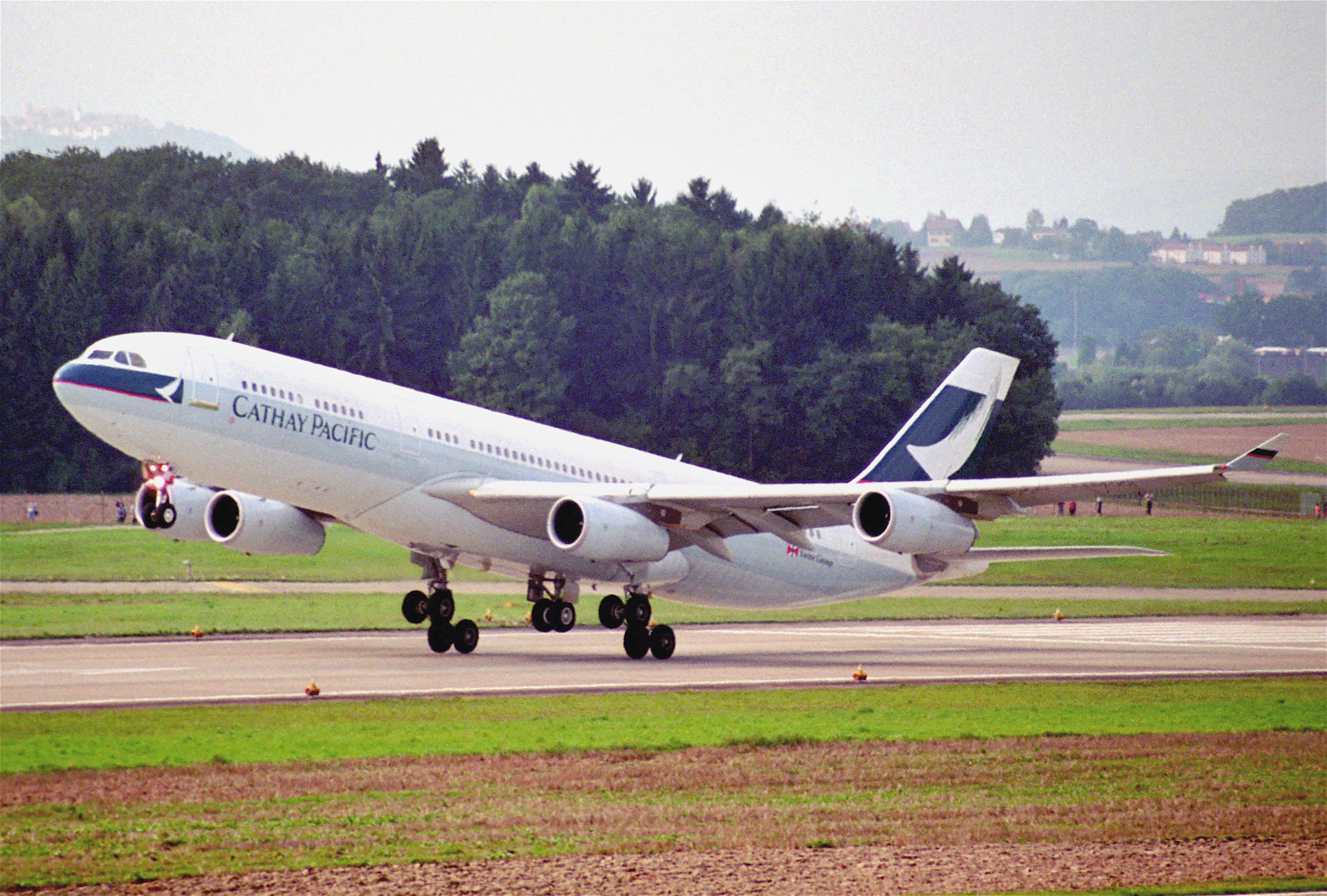
エアバスA340-200
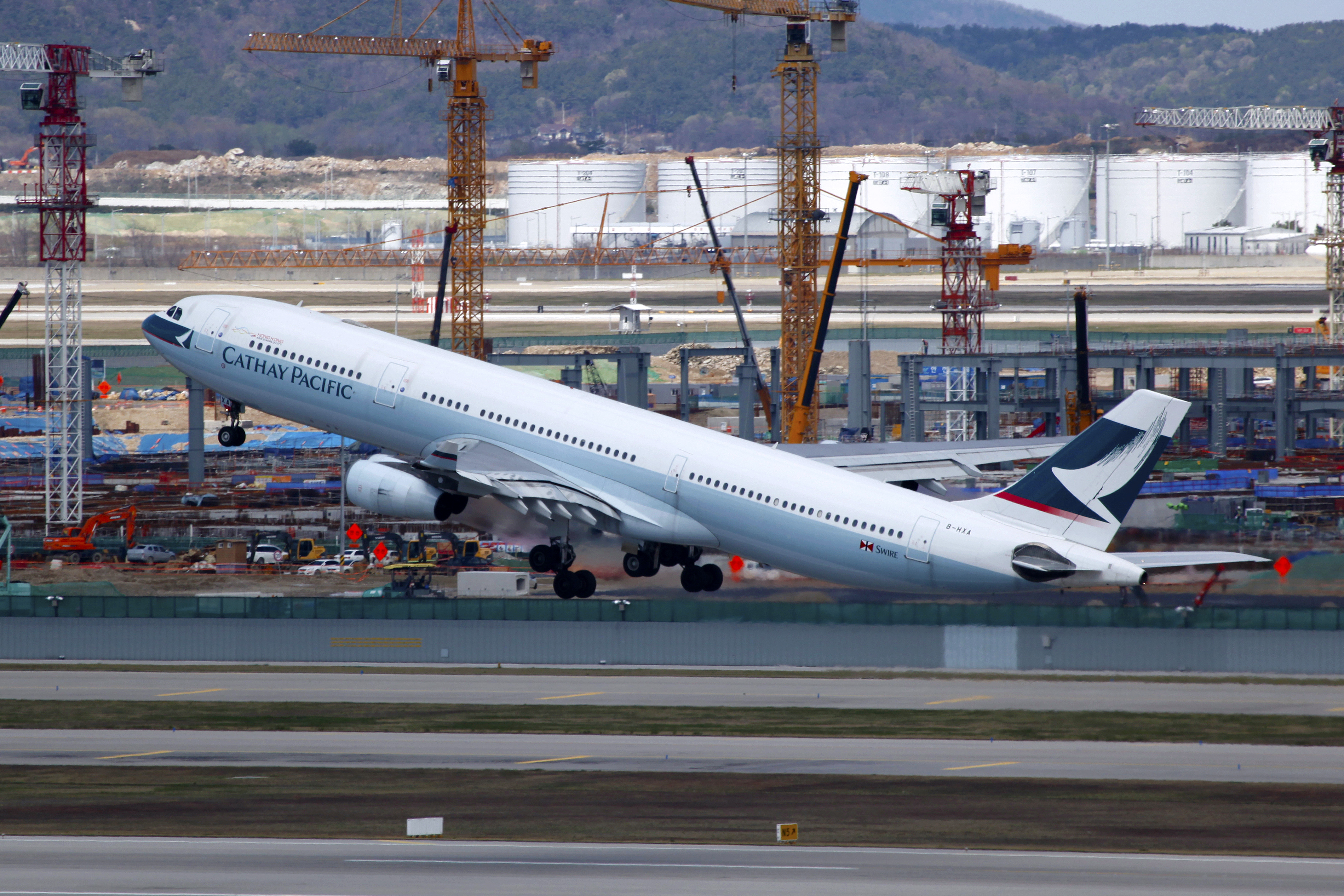
エアバスA340-300
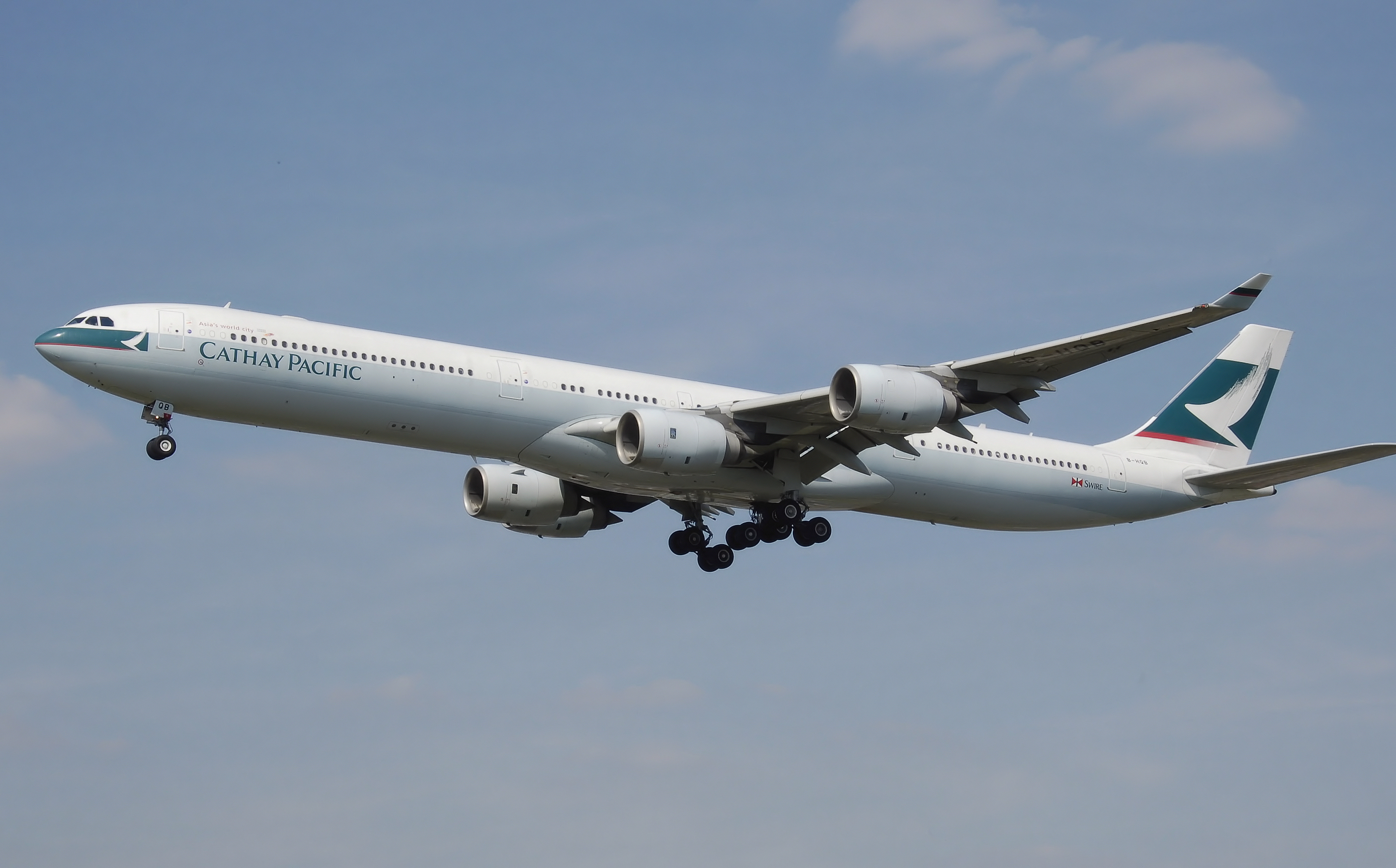
エアバスA340-600
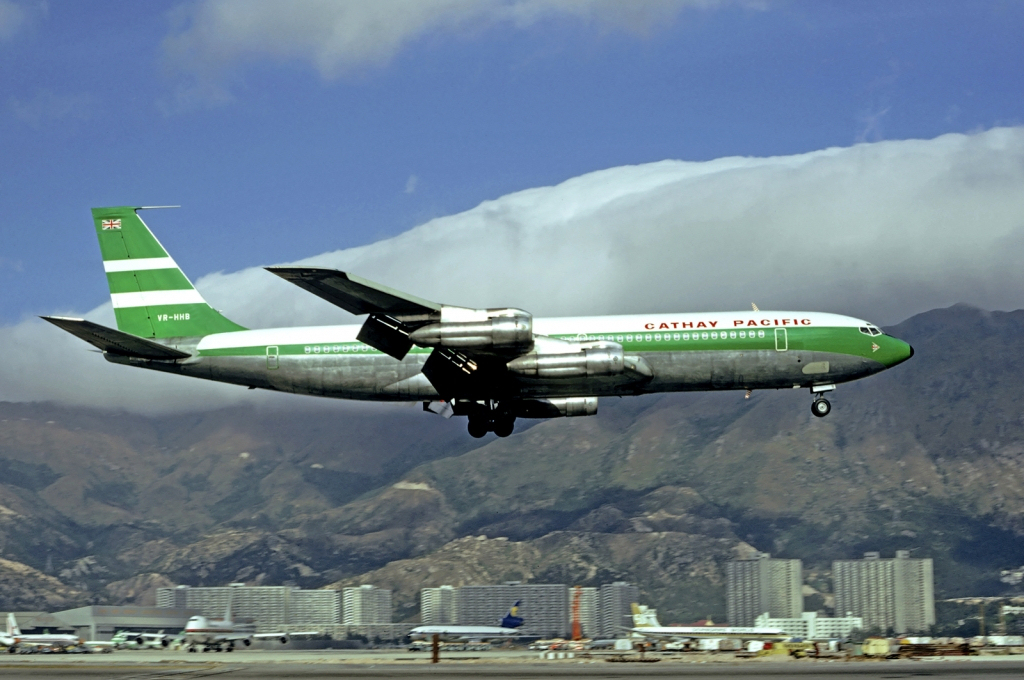
ボーイング707-320C
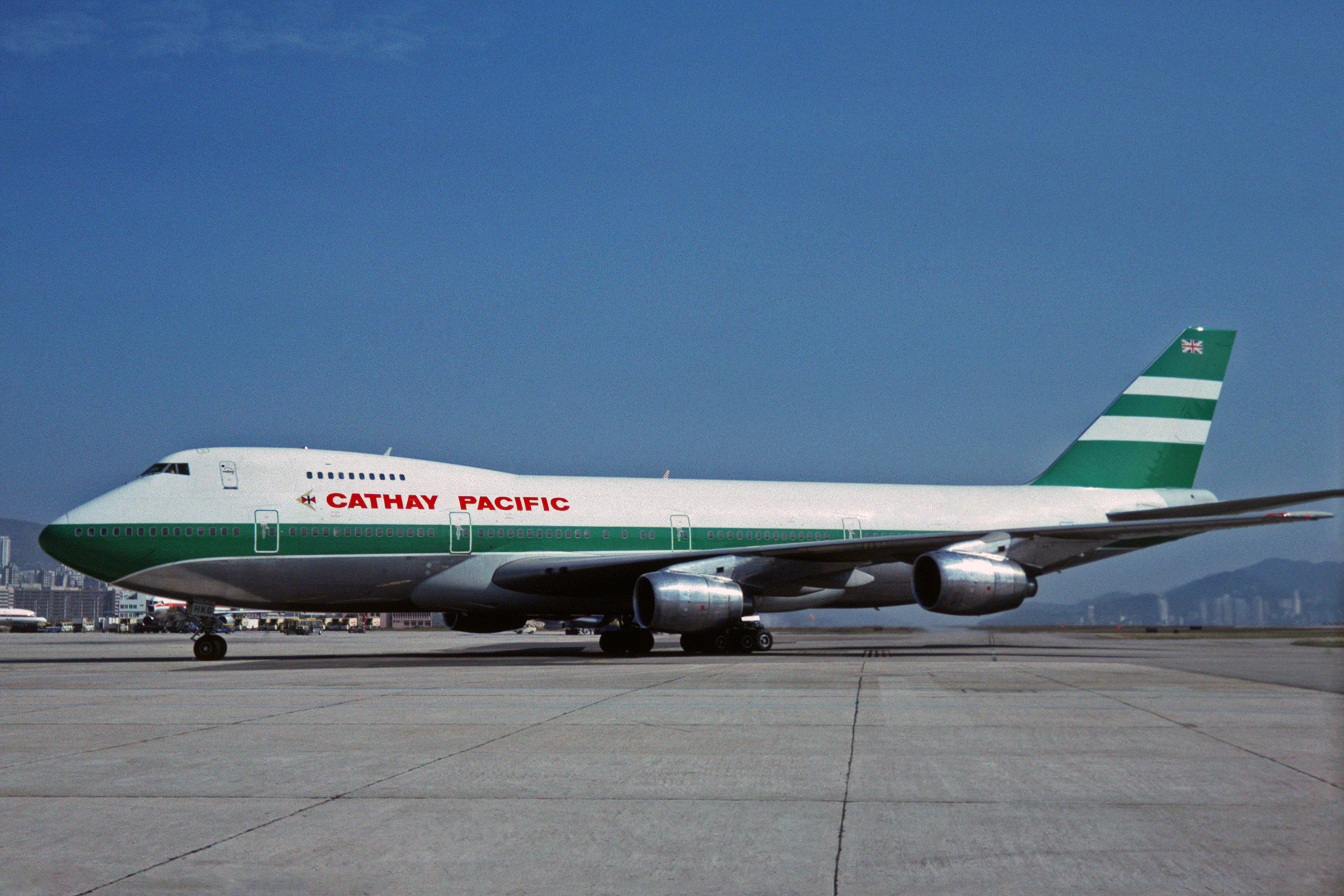
ボーイング747-200B
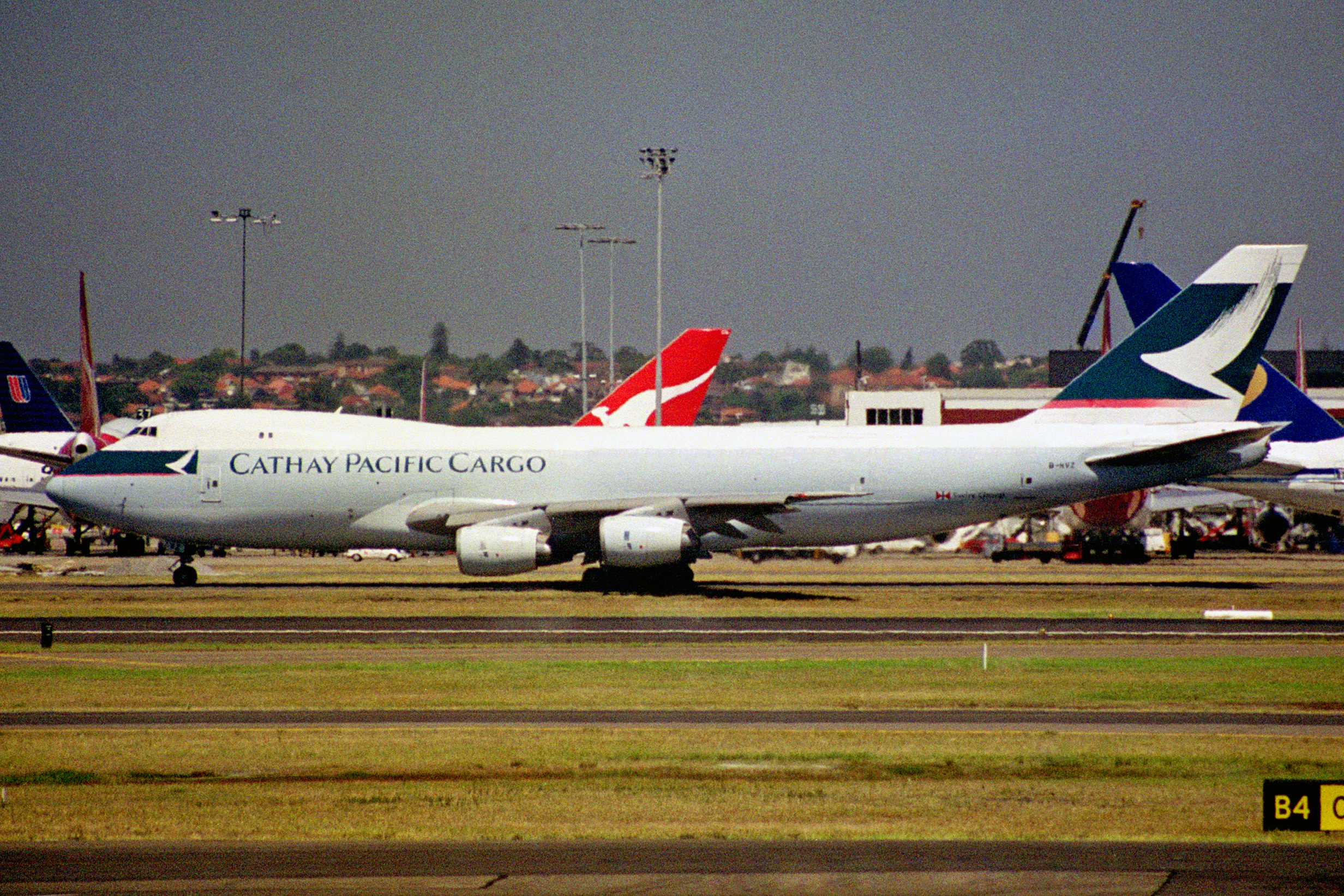
ボーイング747-200F
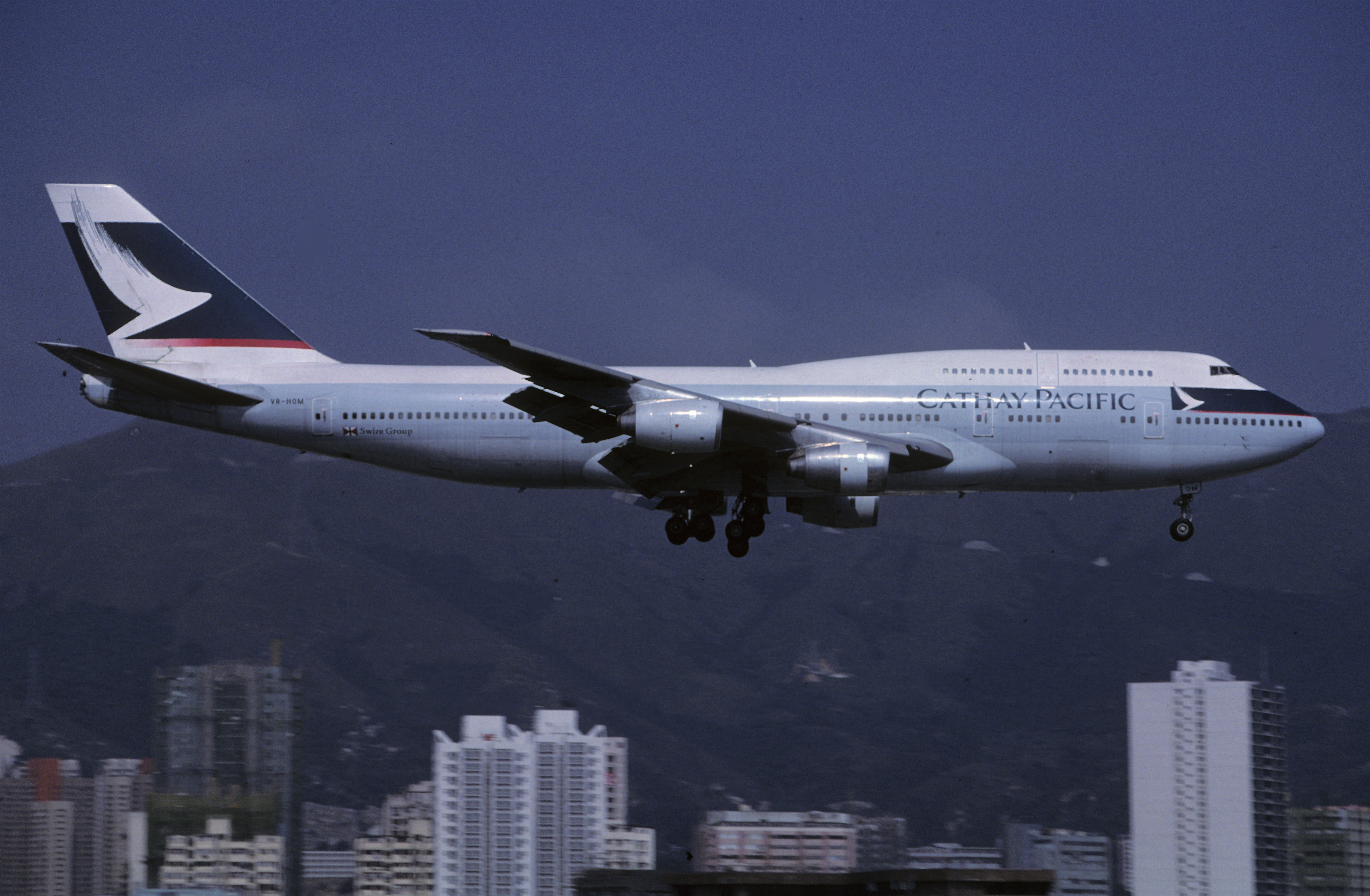
ボーイング747-300
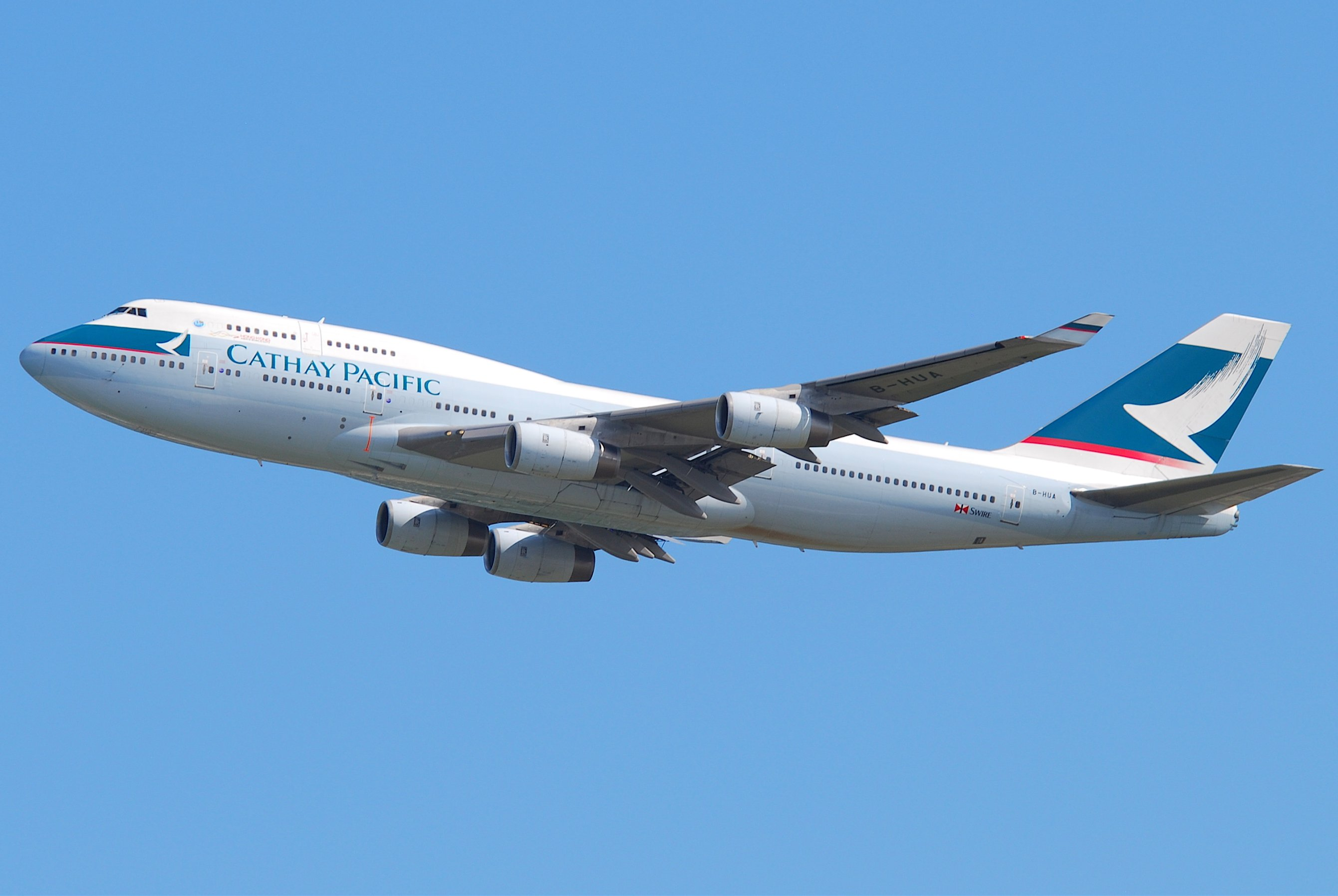
ボーイング747-400
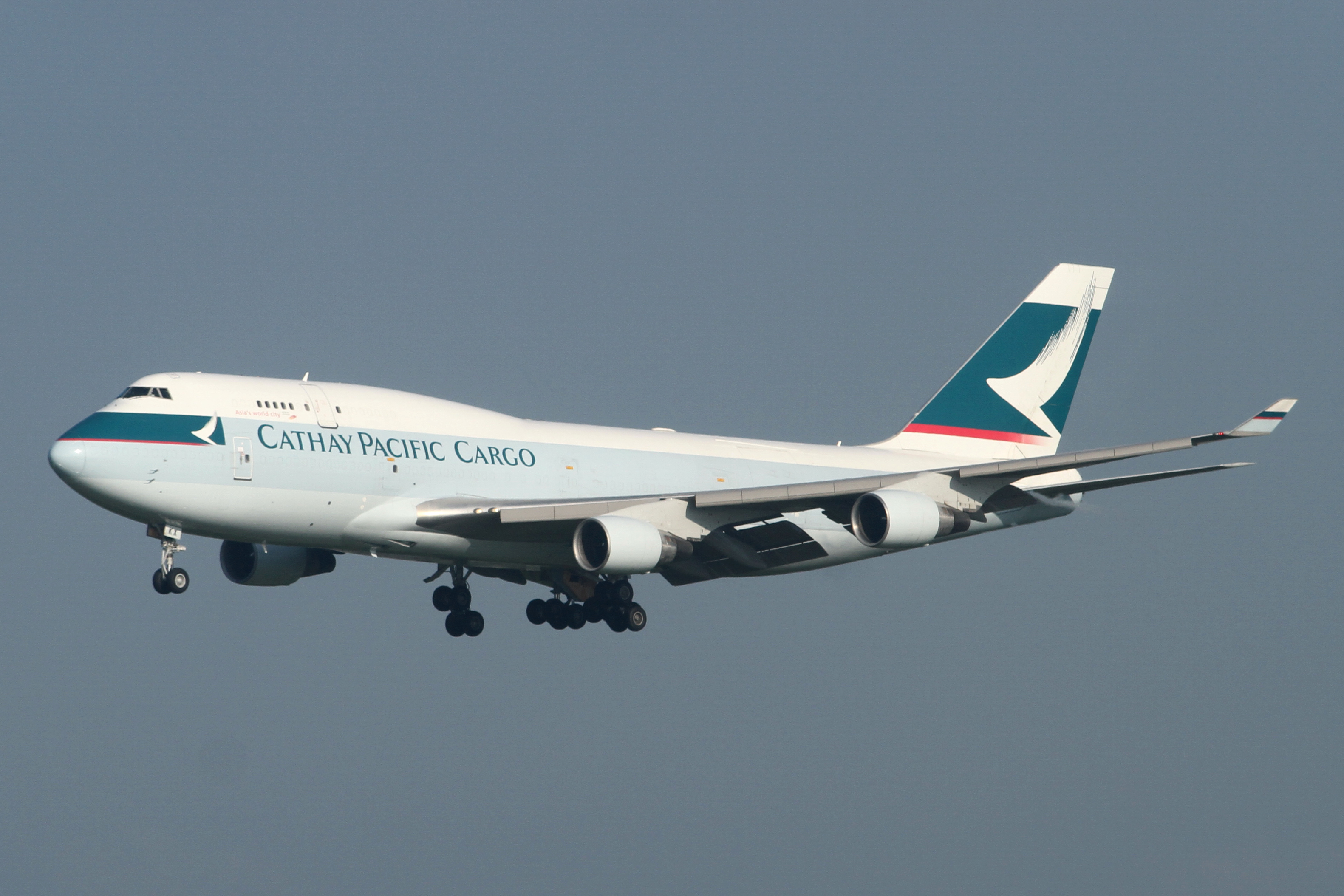
ボーイング747-400BCF
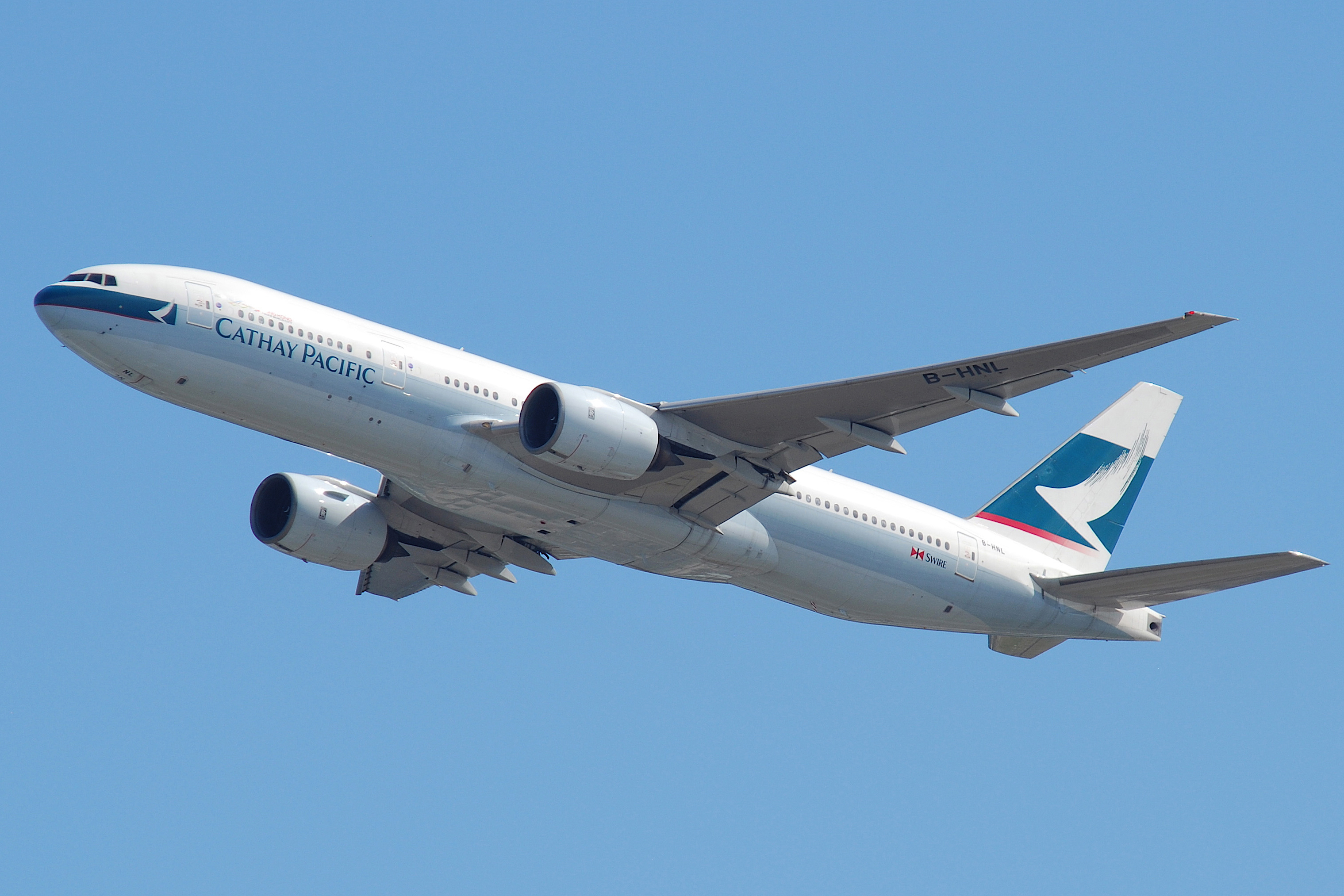
ボーイング777-200
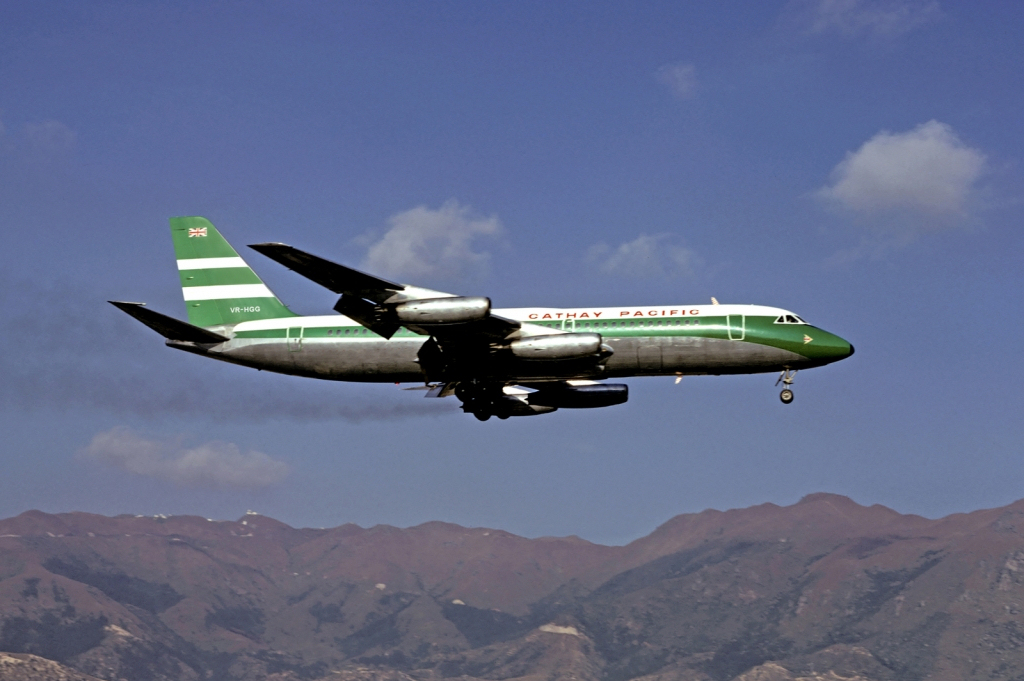
コンベア880
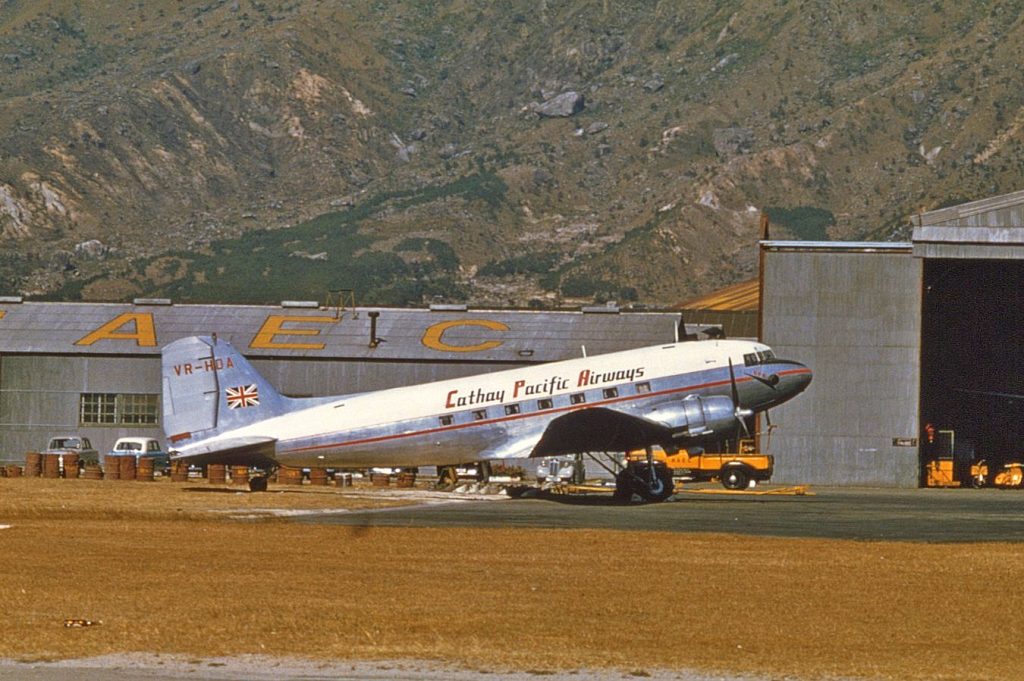
ダグラス DC-3
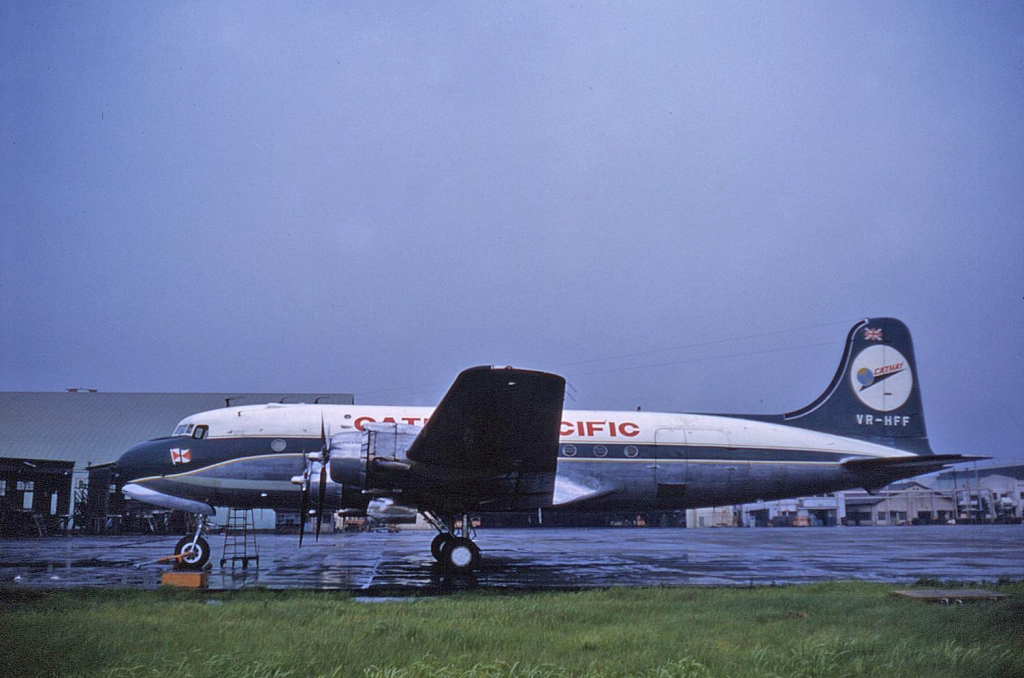
ダグラス DC-4
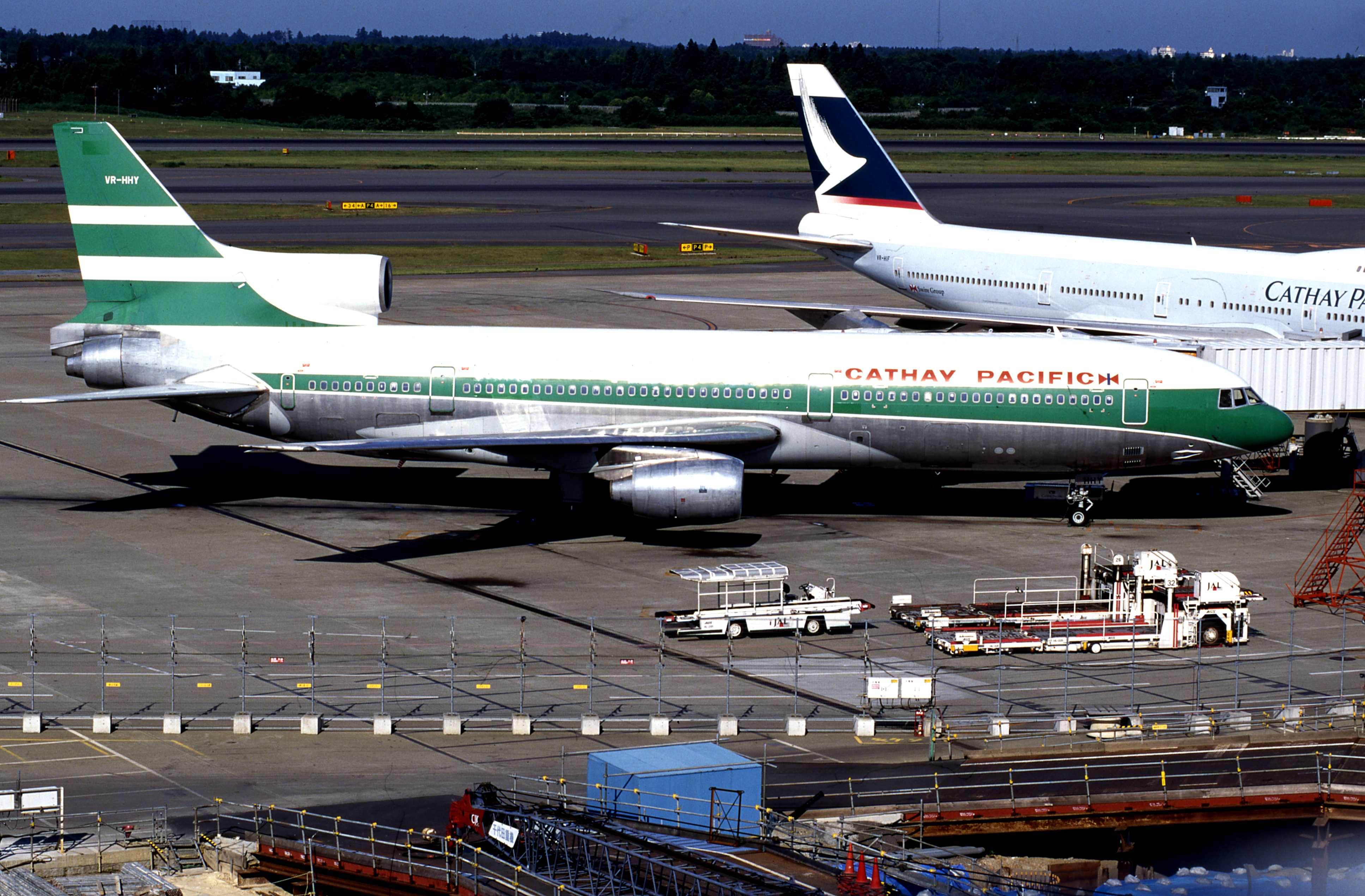
ロッキード L-1011-1 トライスター

### 特別塗装機
- 「THE SPIRIT OF HONG KONG 97 香港精神号（初代）[41] "家"」[42]

ボーイング747-200(B-HIB)
- 「THE SPIRIT OF HONG KONG 香港精神号（2代目）"SAME TEAM, SAME DREAM.,積極進取　飛越更高理想"[45]」

ボーイング747-400(B-HOX)
- 「THE SPIRIT OF HONG KONG 香港精神号（3代目）」

ボーイング777-300ER(B-KPB)
- 「THE SPIRIT OF HONG KONG 香港精神号（4代目）」

ボーイング777-300(B-HNK)
- 「Asia's world city」

ボーイング747-400(B-HOY)
ボーイング777-300(B-KPF))
- 「Progress Hong Kong　100th Aircraft[47]」

エアバスA330-300(B-LAD)
- 「member of oneworld」（ワンワールド塗装）

ボーイング777-300ER(B-KQL、B-KQM、B-KQN、B-KQI)
ボーイング777-300ER(B-KPL)
エアバスA330-300(B-HLU)
エアバスA340-300(B-HXG)
- 「HONG KONG TRADER」[49]・[50]

ボーイング747-8F(B-LJA)

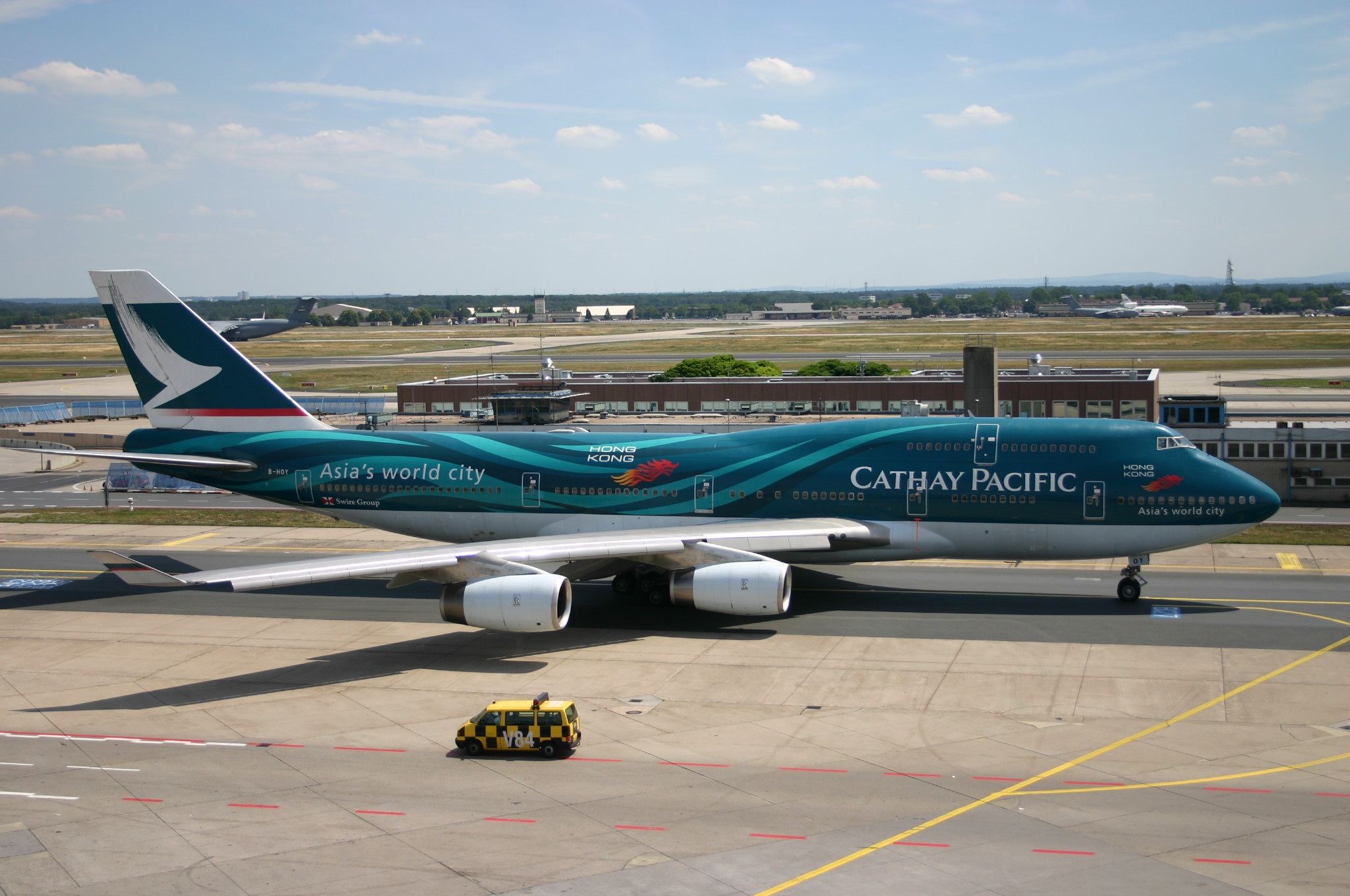
ボーイング747-400（Asia's World City）
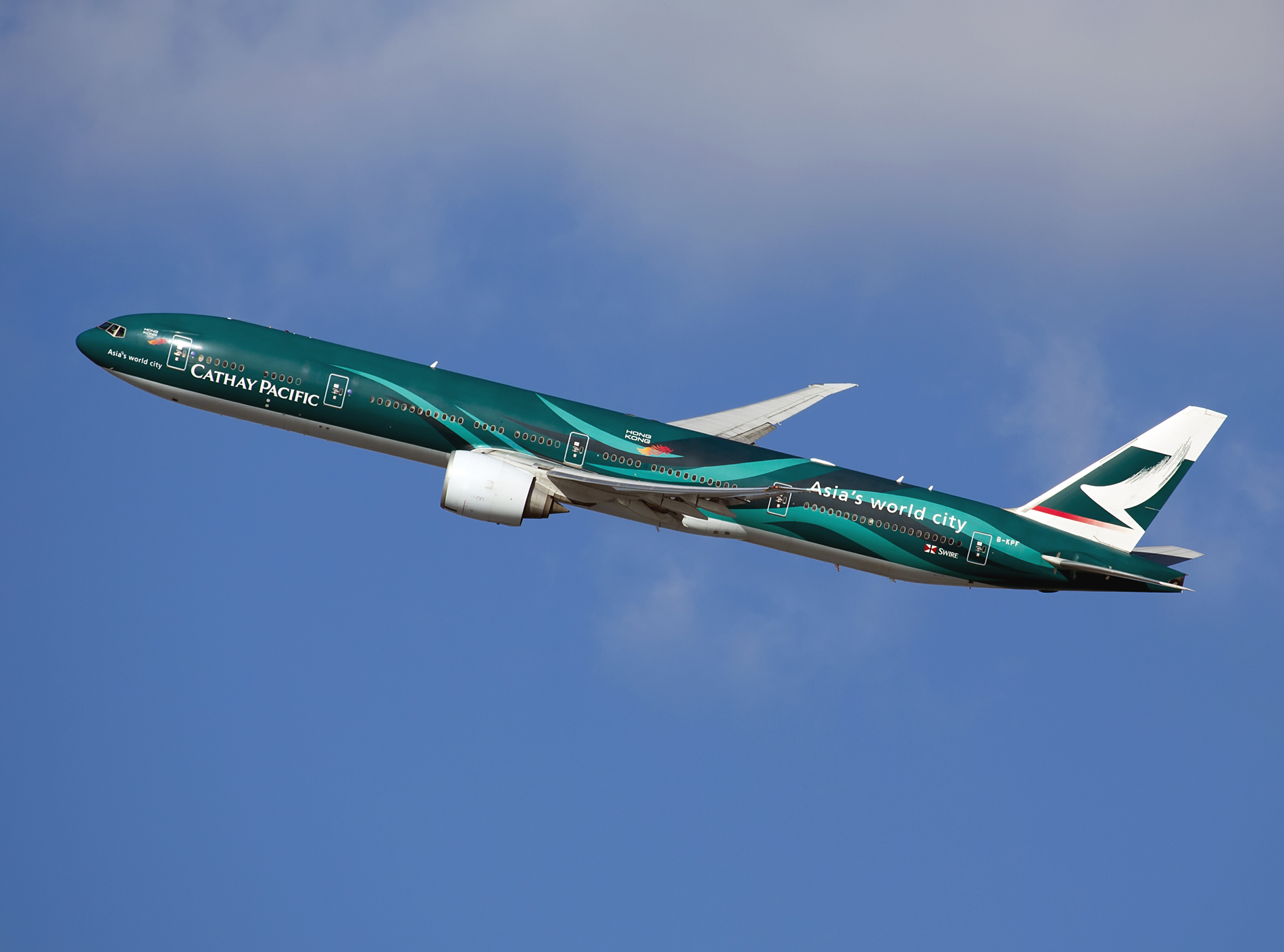
ボーイング777-300（Asia's World City）
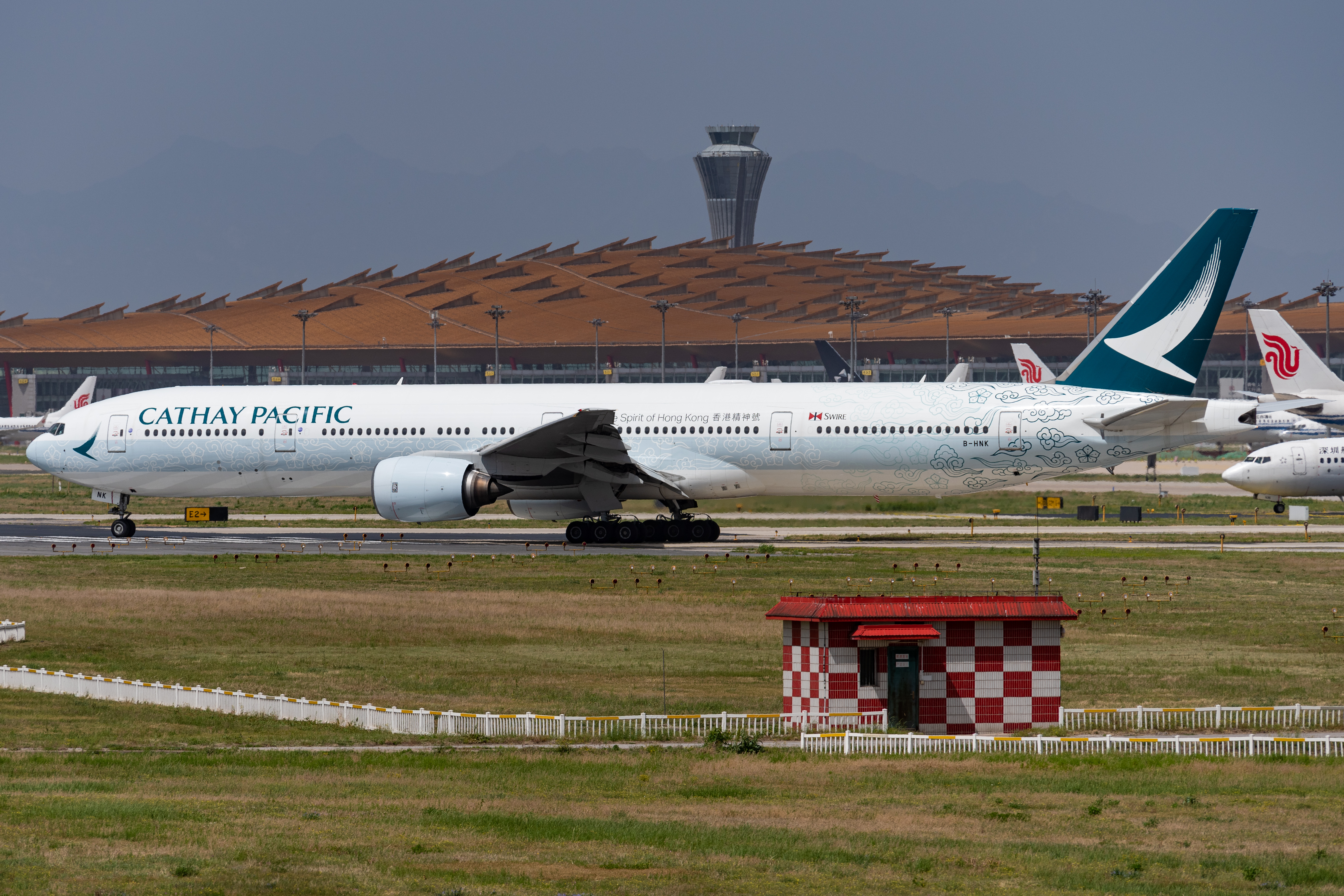
ボーイング777-300（香港精神号）
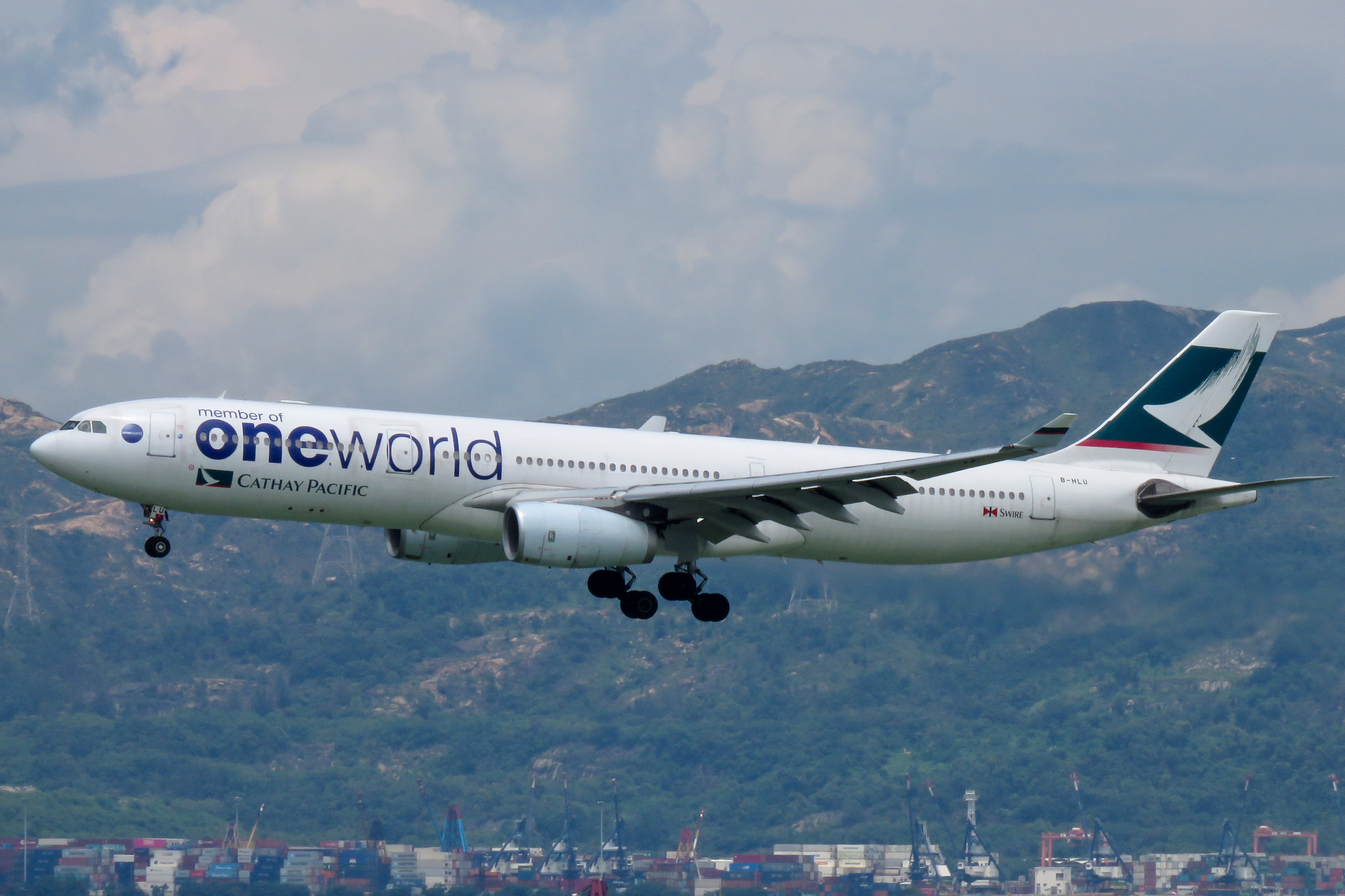
エアバスA330-300（ワンワールド塗装）
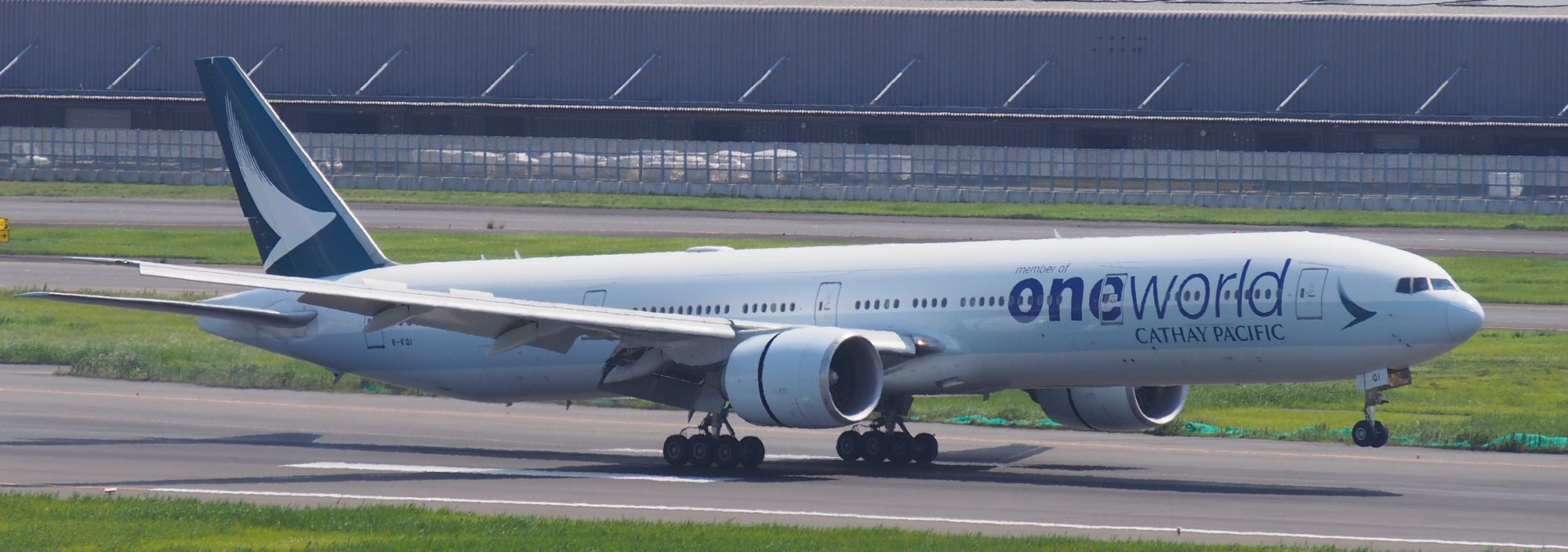
ボーイング777-300ER（ワンワールド塗装、B-KQI)

### 特徴ある機体
- L-1011トライスター

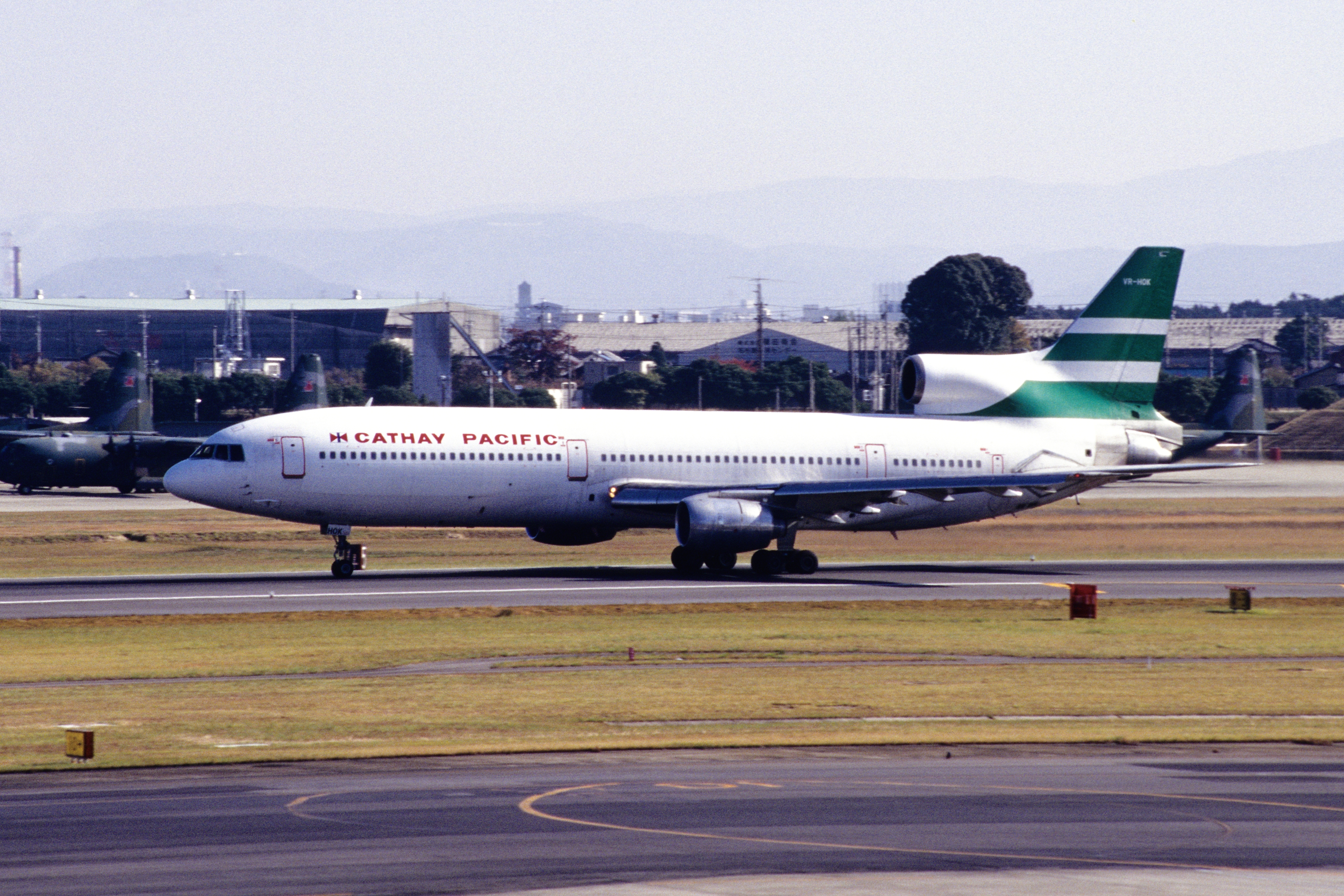
VR-HOK
米イースタン航空から1989年7月に購入したトライスターで、1993年8月から1995年6月までの約2年間傘下のドラゴン航空へ移籍しドラゴン航空塗装で北京/上海線専用機材として運用された後、 再びキャセイへリースバックされ、垂直尾翼のみグリーンのキャセイカラー、胴体はロゴ以外白塗りのハイブリッド塗装で1996年に退役するまで運航された。その姿から、本邦のスポッターの間では｢白トラ｣という愛称をつけられていたようである。
- B747

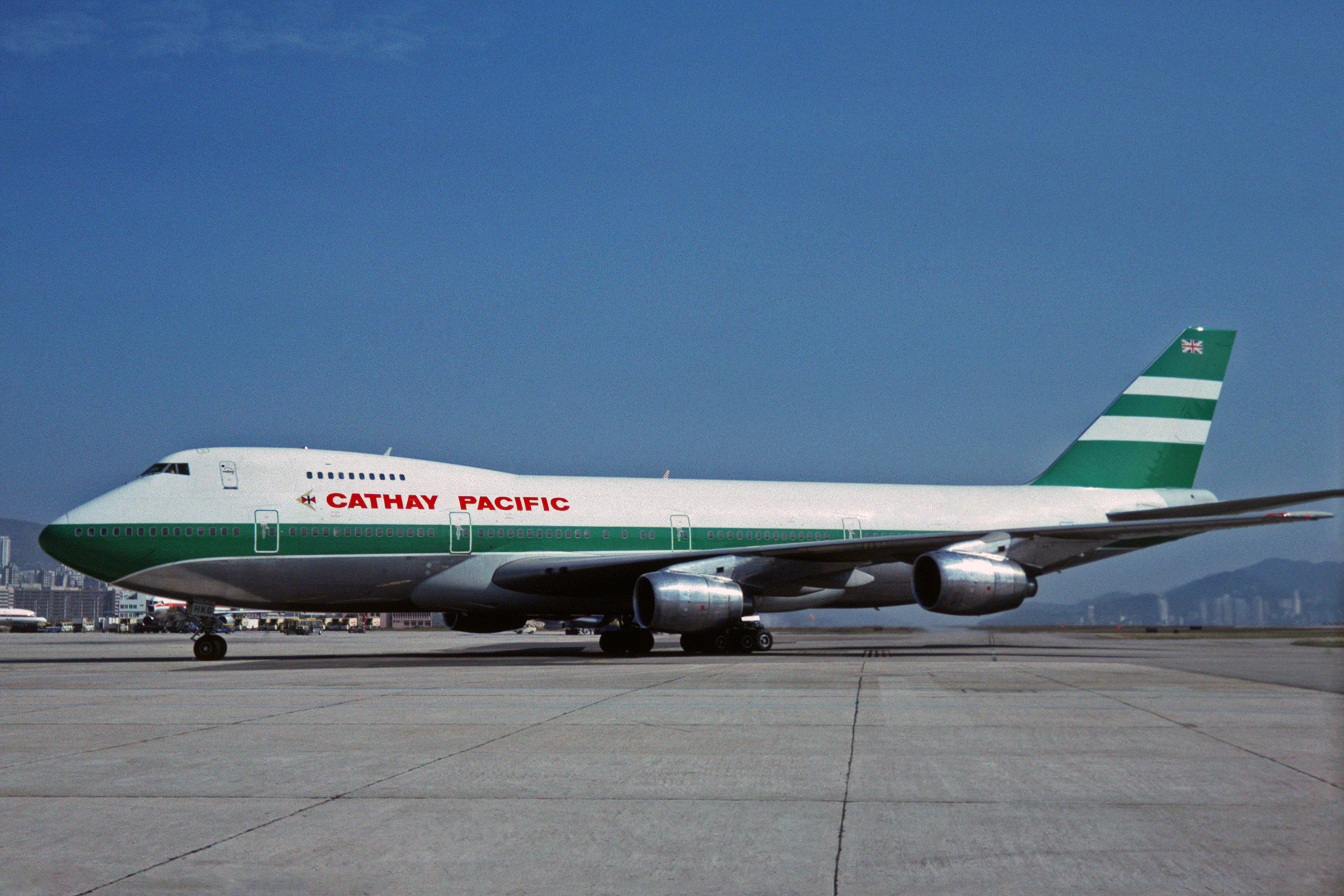
VR-HKG
1979年に導入されたB747-200B型。啓徳空港(閉港)の3レターコード｢HKG｣が付けられた、ユーモアのある機体番号の機体。
ZK-NBS　
画像をアップロード
1989年12月にニュージーランド航空からリースした機体。緑色のラインが機体前方下部にかけて広がっていた通常塗装機と塗り分け方が違い、ニュージーランド航空の塗装の帯を上からなぞったように一本の帯状に塗装されていた。1991年2月に同社にリースバックされた。なお同機は2010年9月にアメリカで解体されたようであるが、これは、(事故抹消機を除く)B747-400シリーズで初めて解体された機体との事である。

## 就航都市
香港国際空港を拠点とし、南アメリカ大陸を除く全大陸の主要75都市へ就航している。また、下記以外の都市へも他社とのコードシェアで就航している便もある。
| キャセイパシフィック航空 就航都市（2024年11月現在） | キャセイパシフィック航空 就航都市（2024年11月現在） | キャセイパシフィック航空 就航都市（2024年11月現在）  | キャセイパシフィック航空 就航都市（2024年11月現在） | キャセイパシフィック航空 就航都市（2024年11月現在） |
| 国                                                  | 都市                                                | 空港                                                 | 備考                                                |                                                     |
| 東アジア                                            | 東アジア                                            | 東アジア                                             | 東アジア                                            |                                                     |
| --------------------------------------------------- | --------------------------------------------------- | ---------------------------------------------------- | --------------------------------------------------- | --------------------------------------------------- |
| 香港                                                | 香港                                                | 香港国際空港                                         | ハブ空港                                            |                                                     |
| 中国                                                | 北京                                                | 北京首都国際空港                                     |                                                     |                                                     |
| 中国                                                | 成都                                                | 成都天府国際空港                                     |                                                     |                                                     |
| 中国                                                | 重慶                                                | 重慶江北国際空港                                     |                                                     |                                                     |
| 中国                                                | 福州                                                | 福州長楽国際空港                                     |                                                     |                                                     |
| 中国                                                | 広州                                                | 広州白雲国際空港                                     |                                                     |                                                     |
| 中国                                                | 海口                                                | 海口美蘭国際空港                                     |                                                     |                                                     |
| 中国                                                | 杭州                                                | 杭州蕭山国際空港                                     |                                                     |                                                     |
| 中国                                                | 南京                                                | 南京禄口国際空港                                     |                                                     |                                                     |
| 中国                                                | 寧波                                                | 寧波櫟社国際空港                                     |                                                     |                                                     |
| 中国                                                | 青島                                                | 青島膠東国際空港                                     |                                                     |                                                     |
| 中国                                                | 上海                                                | 上海浦東国際空港                                     |                                                     |                                                     |
| 中国                                                | 三亜                                                | 三亜鳳凰国際空港                                     |                                                     |                                                     |
| 中国                                                | 温州                                                | 温州龍湾国際空港                                     |                                                     |                                                     |
| 中国                                                | 武漢                                                | 武漢天河国際空港                                     |                                                     |                                                     |
| 中国                                                | 廈門                                                | 廈門高崎国際空港                                     |                                                     |                                                     |
| 中国                                                | 西安                                                | 西安咸陽国際空港                                     |                                                     |                                                     |
| 中国                                                | 鄭州                                                | 鄭州新鄭国際空港                                     |                                                     |                                                     |
| 中国                                                | ウルムチ                                            | ウルムチ地窩堡国際空港                               | 2025年4月28日より運航開始予定                       |                                                     |
| 台湾                                                | 高雄                                                | 高雄国際空港                                         |                                                     |                                                     |
| 台湾                                                | 台北                                                | 台湾桃園国際空港                                     |                                                     |                                                     |
| 日本                                                | 福岡                                                | 福岡空港                                             |                                                     |                                                     |
| 日本                                                | 名古屋                                              | 中部国際空港                                         |                                                     |                                                     |
| 日本                                                | 大阪                                                | 関西国際空港                                         |                                                     |                                                     |
| 日本                                                | 札幌                                                | 新千歳空港                                           |                                                     |                                                     |
| 日本                                                | 東京                                                | 東京国際空港                                         |                                                     |                                                     |
| 日本                                                | 東京                                                | 成田国際空港                                         |                                                     |                                                     |
| 韓国                                                | ソウル                                              | 仁川国際空港                                         |                                                     |                                                     |
| 東南アジア                                          |                                                     |                                                      |                                                     |                                                     |
| カンボジア                                          | プノンペン                                          | プノンペン国際空港                                   |                                                     |                                                     |
| インドネシア                                        | デンパサール                                        | ングラ・ライ国際空港                                 |                                                     |                                                     |
| インドネシア                                        | ジャカルタ                                          | スカルノ・ハッタ国際空港                             |                                                     |                                                     |
| インドネシア                                        | スラバヤ                                            | ジュアンダ国際空港                                   |                                                     |                                                     |
| マレーシア                                          | クアラルンプール                                    | クアラルンプール国際空港                             |                                                     |                                                     |
| マレーシア                                          | ペナン                                              | ペナン国際空港                                       |                                                     |                                                     |
| フィリピン                                          | マニラ                                              | ニノイ・アキノ国際空港                               |                                                     |                                                     |
| フィリピン                                          | セブ島                                              | マクタン・セブ国際空港                               |                                                     |                                                     |
| シンガポール                                        | シンガポール                                        | シンガポール・チャンギ国際空港                       |                                                     |                                                     |
| タイ                                                | バンコク                                            | スワンナプーム国際空港                               |                                                     |                                                     |
| タイ                                                | プーケット                                          | プーケット国際空港                                   |                                                     |                                                     |
| ベトナム                                            | ハノイ                                              | ノイバイ国際空港                                     |                                                     |                                                     |
| ベトナム                                            | ホーチミン                                          | タンソンニャット国際空港                             |                                                     |                                                     |
| 南アジア                                            |                                                     |                                                      |                                                     |                                                     |
| バングラデシュ                                      | ダッカ                                              | シャージャラル国際空港                               |                                                     |                                                     |
| インド                                              | ベンガルール                                        | ベンガルール国際空港                                 |                                                     |                                                     |
| インド                                              | チェンナイ                                          | チェンナイ国際空港                                   |                                                     |                                                     |
| インド                                              | デリー                                              | インディラ・ガンディー国際空港                       |                                                     |                                                     |
| インド                                              | ムンバイ                                            | チャットラパティー・シヴァージー国際空港             |                                                     |                                                     |
| ネパール                                            | カトマンズ                                          | トリブバン国際空港                                   |                                                     |                                                     |
| スリランカ                                          | コロンボ                                            | バンダラナイケ国際空港                               |                                                     |                                                     |
| 西アジア                                            |                                                     |                                                      |                                                     |                                                     |
| イスラエル                                          | テルアビブ                                          | ベングリオン国際空港                                 | 一時休止中                                          |                                                     |
| サウジアラビア                                      | リヤド                                              | キング・ハーリド国際空港                             |                                                     |                                                     |
| アラブ首長国連邦                                    | ドバイ                                              | ドバイ国際空港                                       |                                                     |                                                     |
| アフリカ                                            |                                                     |                                                      |                                                     |                                                     |
| 南アフリカ共和国                                    | ヨハネスブルグ                                      | O・R・タンボ国際空港                                 |                                                     |                                                     |
| ヨーロッパ                                          |                                                     |                                                      |                                                     |                                                     |
| フランス                                            | パリ                                                | パリ＝シャルル・ド・ゴール空港                       |                                                     |                                                     |
| ドイツ                                              | フランクフルト                                      | フランクフルト空港                                   |                                                     |                                                     |
| ドイツ                                              | ミュンヘン                                          | ミュンヘン空港                                       | 2025年6月16日より運航開始予定                       |                                                     |
| イタリア                                            | ミラノ                                              | ミラノ・マルペンサ国際空港                           |                                                     |                                                     |
| イタリア                                            | ローマ                                              | フィウミチーノ空港                                   |                                                     |                                                     |
| オランダ                                            | アムステルダム                                      | アムステルダム・スキポール空港                       |                                                     |                                                     |
| スペイン                                            | バルセロナ                                          | バルセロナ＝エル・プラット空港                       | 季節運航                                            |                                                     |
| スペイン                                            | マドリード                                          | アドルフォ・スアレス・マドリード＝バラハス空港       |                                                     |                                                     |
| スイス                                              | チューリッヒ                                        | チューリッヒ空港                                     |                                                     |                                                     |
| イギリス                                            | ロンドン                                            | ロンドン・ヒースロー空港                             |                                                     |                                                     |
| イギリス                                            | マンチェスター                                      | マンチェスター空港                                   |                                                     |                                                     |
| ベルギー                                            | ブリュッセル                                        | ブリュッセル空港                                     | 2025年8月3日より運航再開予定                        |                                                     |
| 北アメリカ                                          |                                                     |                                                      |                                                     |                                                     |
| カナダ                                              | トロント                                            | トロント・ピアソン国際空港                           |                                                     |                                                     |
| カナダ                                              | バンクーバー                                        | バンクーバー国際空港                                 |                                                     |                                                     |
| アメリカ合衆国                                      | ボストン                                            | ジェネラル・エドワード・ローレンス・ローガン国際空港 |                                                     |                                                     |
| アメリカ合衆国                                      | シカゴ                                              | シカゴ・オヘア国際空港                               |                                                     |                                                     |
| アメリカ合衆国                                      | ダラス                                              | ダラス・フォートワース国際空港                       |                                                     |                                                     |
| アメリカ合衆国                                      | ロサンゼルス                                        | ロサンゼルス国際空港                                 |                                                     |                                                     |
| アメリカ合衆国                                      | ニューヨーク                                        | ジョン・F・ケネディ国際空港                          |                                                     |                                                     |
| アメリカ合衆国                                      | サンフランシスコ                                    | サンフランシスコ国際空港                             |                                                     |                                                     |
| オセアニア                                          |                                                     |                                                      |                                                     |                                                     |
| オーストラリア                                      | ブリスベン                                          | ブリスベン空港                                       |                                                     |                                                     |
| オーストラリア                                      | ケアンズ                                            | ケアンズ国際空港                                     | 季節運航                                            |                                                     |
| オーストラリア                                      | メルボルン                                          | メルボルン空港                                       |                                                     |                                                     |
| オーストラリア                                      | パース                                              | パース空港                                           |                                                     |                                                     |
| オーストラリア                                      | シドニー                                            | シドニー国際空港                                     |                                                     |                                                     |
| ニュージーランド                                    | オークランド                                        | オークランド国際空港                                 |                                                     |                                                     |
| ニュージーランド                                    | クライストチャーチ                                  | クライストチャーチ国際空港                           | 冬季運航便                                          |                                                     |

2025年6月5日(木)から、香港とローマ/フィウミチーノ空港を結ぶ直行便の運航を再開。キャセイパシフィック航空の最高顧客・商務責任者であるラヴィニア・ラウ氏は、「キャセイパシフィック航空は1986年に香港〜ローマ線を初めて開設し、イタリアへの歴史を40年近く持ちます。この路線の再開を待ち望んでいたお客様も多く、ビジネス、観光、さらには聖年の行事を目的とした旅行など、さまざまなニーズに応えることができることを嬉しく思います」とコメントしている。

## 日本との関係

### 日本への運航便
機材などは変更となることがあるので、正確な情報は公式サイトを参照。
| 便名                | 路線 | 路線                 | 路線                 | 機材                                                                          | ※コードシェア （備考なしは全便）                                |
| ------------------- | ---- | -------------------- | -------------------- | ----------------------------------------------------------------------------- | --------------------------------------------------------------- |
| CX542/543           | 香港 | 東京/羽田            | 東京/羽田            | - ボーイング777-300 - エアバスA330-300                                        | - FJ（CX549便除く） - JL - QR                                   |
| CX548/549           | 香港 | 東京/羽田            | 東京/羽田            | - ボーイング777-300 - エアバスA330-300                                        | - FJ（CX549便除く） - JL - QR                                   |
| CX500/501           | 香港 | 東京/成田 （直行便） | 東京/成田 （直行便） | - エアバスA350-900 - エアバスA350-1000 - エアバスA330-300 - ボーイング777-300 | - JL - QR - AA(成田発4便、香港発3便) - FJ(成田発2便、香港発1便) |
| CX504/505           | 香港 | 東京/成田 （直行便） | 東京/成田 （直行便） | - エアバスA350-900 - エアバスA350-1000 - エアバスA330-300 - ボーイング777-300 | - JL - QR - AA(成田発4便、香港発3便) - FJ(成田発2便、香港発1便) |
| CX509/524           | 香港 | 東京/成田 （直行便） | 東京/成田 （直行便） | - エアバスA350-900 - エアバスA350-1000 - エアバスA330-300 - ボーイング777-300 | - JL - QR - AA(成田発4便、香港発3便) - FJ(成田発2便、香港発1便) |
| CX520/521           | 香港 | 東京/成田 （直行便） | 東京/成田 （直行便） | - エアバスA350-900 - エアバスA350-1000 - エアバスA330-300 - ボーイング777-300 | - JL - QR - AA(成田発4便、香港発3便) - FJ(成田発2便、香港発1便) |
| CX526/527           | 香港 | 東京/成田 （直行便） | 東京/成田 （直行便） | - エアバスA350-900 - エアバスA350-1000 - エアバスA330-300 - ボーイング777-300 | - JL - QR - AA(成田発4便、香港発3便) - FJ(成田発2便、香港発1便) |
| CX450/451           | 香港 | 台北経由             | 東京/成田            | - ボーイング777-300 - エアバスA330-300                                        | JL                                                              |
| CX566/569           | 香港 | 大阪/関西 （直行便） | 大阪/関西 （直行便） | - エアバスA350-900 - エアバスA350-1000 - エアバスA330-300 - ボーイング777-300 | - JL - QR（4便）                                                |
| CX502/503           | 香港 | 大阪/関西 （直行便） | 大阪/関西 （直行便） | - エアバスA350-900 - エアバスA350-1000 - エアバスA330-300 - ボーイング777-300 | - JL - QR（4便）                                                |
| CX597/598           | 香港 | 大阪/関西 （直行便） | 大阪/関西 （直行便） | - エアバスA350-900 - エアバスA350-1000 - エアバスA330-300 - ボーイング777-300 | - JL - QR（4便）                                                |
| CX595/596           | 香港 | 大阪/関西 （直行便） | 大阪/関西 （直行便） | - エアバスA350-900 - エアバスA350-1000 - エアバスA330-300 - ボーイング777-300 | - JL - QR（4便）                                                |
| CX506/507           | 香港 | 大阪/関西 （直行便） | 大阪/関西 （直行便） | - エアバスA350-900 - エアバスA350-1000 - エアバスA330-300 - ボーイング777-300 | - JL - QR（4便）                                                |
| CX564/565           | 香港 | 台北経由             | 大阪/関西            | - ボーイング777-300 - エアバスA330-300                                        | JL                                                              |
| CX532/539           | 香港 | 中部 （直行便）      | 中部 （直行便）      | - エアバスA350-900 - エアバスA321neo - エアバスA330-300 - ボーイング777-300ER | - JL - QF - QR                                                  |
| CX536/563           | 香港 | 中部 （直行便）      | 中部 （直行便）      | - エアバスA350-900 - エアバスA321neo - エアバスA330-300 - ボーイング777-300ER | - JL - QF - QR                                                  |
| CX530/531           | 香港 | 台北経由             | 中部                 | - エアバスA330-300 - ボーイング777-300ER                                      | JL                                                              |
| CX512/513           | 香港 | 福岡                 | 福岡                 | - エアバスA330-300 - ボーイング777-300                                        | - JL - QF                                                       |
| CX588/589           | 香港 | 福岡                 | 福岡                 | - エアバスA330-300 - ボーイング777-300                                        | - JL - QF                                                       |
| CX580/581           | 香港 | 新千歳               | 新千歳               | - エアバスA330-300 - ボーイング777-300                                        | - JL - QF - QR                                                  |
| CX583/584【季節便】 | 香港 | 新千歳               | 新千歳               | - エアバスA330-300 - エアバスA350-900 - ボーイング777-300ER                   | - JL - QF（香港発のみ2便） - QR（1往復）                        |
| CX586/587【季節便】 | 香港 | 新千歳               | 新千歳               | - エアバスA330-300 - エアバスA350-900 - ボーイング777-300ER                   | - JL - QF（香港発のみ2便） - QR（1往復）                        |

※コードシェア
- AA-アメリカン航空
- FJ-フィジーエアウェイズ
- JL-日本航空
- QF-カンタス航空
- QR-カタール航空

羽田空港、成田空港において、自前のキャセイパシフィック・ラウンジを運営している。

### 日本との歴史
- 1959年7月に、ダグラス DC-6を使用して、羽田線に週2便で就航した[55]。
- 1960年4月1日に、ダグラスDC-6を使用して、台北経由の大阪/伊丹線を運行開始した。伊丹空港にとって、初の国際線乗り入れ会社となった[56]。
- 1965年9月2日に、福岡空港へ週2便で乗り入れた。香港-台北-福岡-ソウル-福岡-香港というルートで運航していた[57]。
- 1966年3月11日に、コンベア880を使用して、大阪/伊丹経由の名古屋/小牧線を開設した。名古屋/小牧空港にとっても、日本航空と並んで最初期の国際線定期便となった[58][59]。
- 1978年、成田国際空港開港に伴って、羽田線を成田発着に移管した。
- 1990年10月28日、新千歳空港便を運行開始。日本航空との共同運行だった[60]。
- 1993年から、新千歳線を週2便（冬季週3便）で単独での運航を開始した[60]。
- 1994年、関西国際空港開港に伴って、伊丹発着路線を関空発着に変更した。
- 1998年には市場環境の変化により、新千歳線の運航を停止した[60]。
- 2001年、新千歳線を再開[60]。
- 日本と香港の航空自由化協定の締結により、羽田空港再国際化後の2010年に羽田線を開設した。羽田に乗り入れるのは32年ぶり。
- 2018年12月19日より、徳島-香港線に季節運航で就航[61]。
- 2019年10月30日より、季節限定で香港-新潟線を開設。
- 2020年3月13日から、新型コロナウイルスのため日本路線は全便運休した。
- 2020年4月2日より、東京/成田-香港線の運航を週3便で再開[62]。
- 2020年6月21日より、大阪/関西-香港線を運航再開した。また成田線も毎日運航へ増便した[63]。
- 2022年11月1日から羽田-香港線、12月1日から新千歳-香港線、12月16日から福岡-香港線を週3便で再開。また、関西/香港線を毎日2便に増便。羽田/香港線は、毎日運航する[64]。
- 2023年5月1日から、東京/成田-台北経由-香港線の運航を再開した。
- 2023年5月3日より福岡-香港線を毎日運行から週10便に増便。
- 中部-香港線において、2024年10月27日から、毎日運行の2往復（1往復は台北経由）に加え、新たに中部を午前に出発する直行便を週3往復運航[65]。
- 2025年3月30日より、大阪/関西への直行便を1日4往復から1日5往復化に、名古屋/中部への直行便を週10便から週14便（1日2便）に増便する。加えて、関西も名古屋も、台北経由便を1便ずつ運行[66]。

### その他
- 1990年3月24日、ロッキード式Ｌ1011-385-1型航空機が、成田国際空港着陸時にハード・ランディングして、左主翼翼根部などが破損し、第１燃料タンクから燃料が流出し、航空事故と認定された[67]。
- 2024年1月16日、大韓航空の機体が乗客乗員289人を乗せて移動中、キャセイパシフィック航空機と接触する事故が起きた[68]。

## サービス

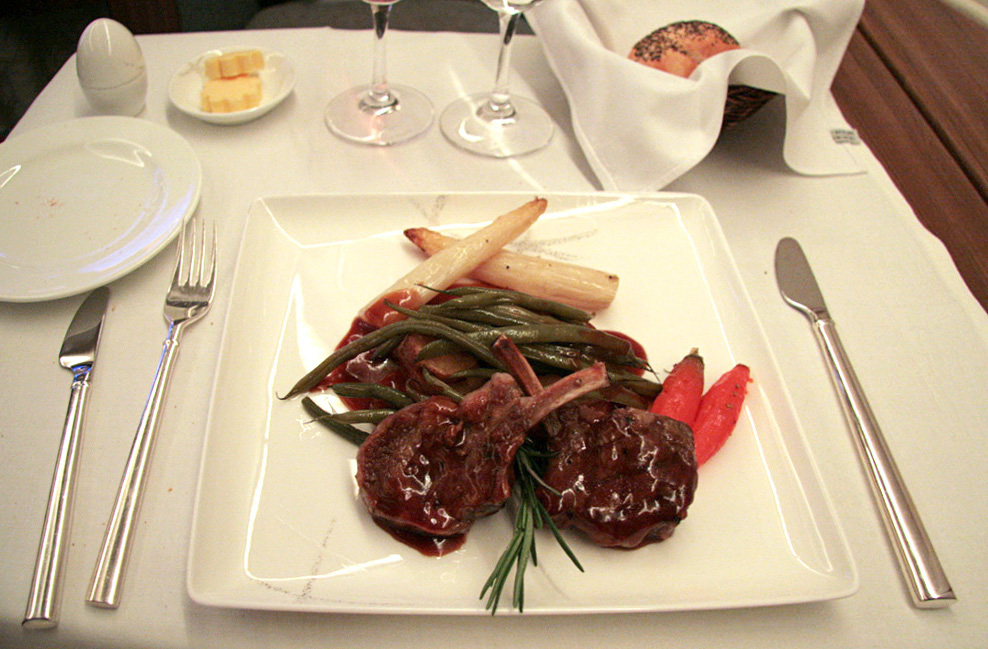
機内食（ファーストクラス）

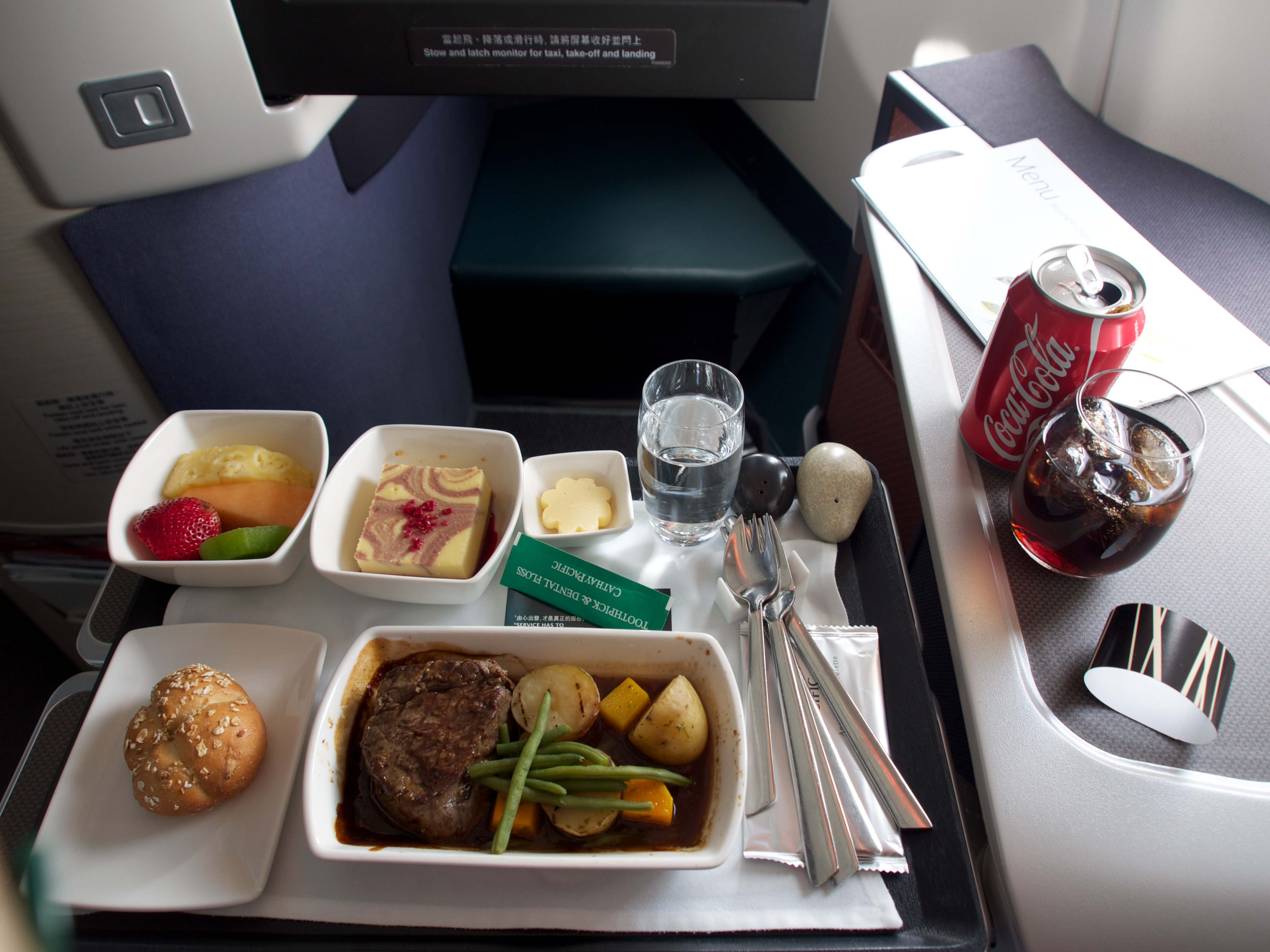
機内食（ビジネスクラス）

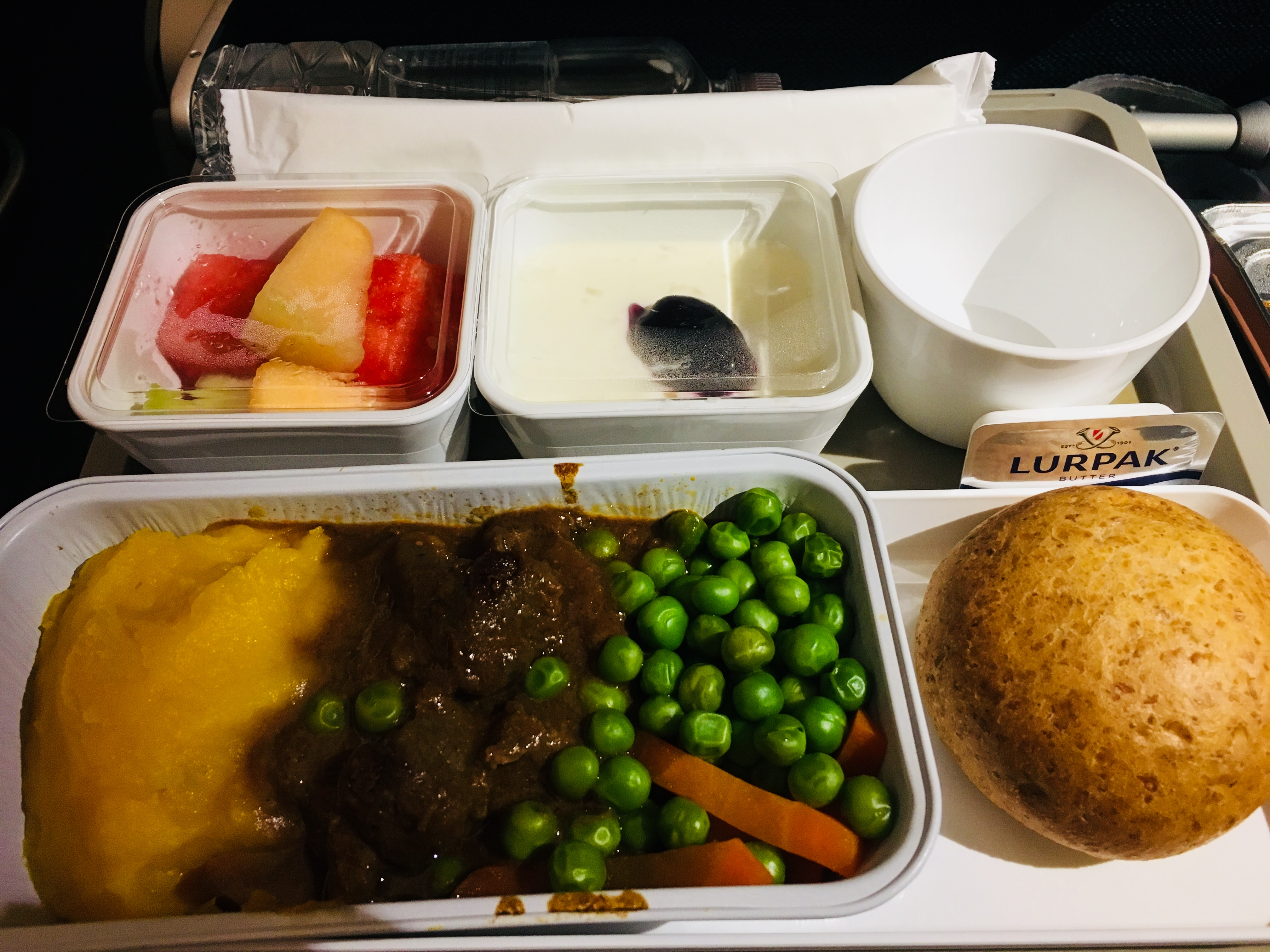
機内食（エコノミークラス）

キャセイパシフィック航空は、2005年、2006年と続けて2年連続、さらには2009年にもイギリスのスカイトラックス社のランキングで最高賞であるエアライン・オブ・ザ・イヤー賞を獲得するなど世界でもシンガポール航空、カタール航空、エミレーツ航空などと並びトップクラスのサービスで定評がある。日本に就航している外資系航空会社の中では、日本人客室乗務員の在籍人数が最も多く、日本人乗務員も香港発着の同社就航路線全てに乗務しているため、どの路線においても日本語が通じるケースが多い。
また同社の安全性は非常に高いことでも知られ、重大事故は1972年以降一件も起こしていない。最新鋭の技術を常に取り入れ、例えば機内エンターテイメントに関してはStudioCXと呼ばれるパーソナルテレビがかなり早い段階からエコノミークラスにも装備された。
2007年からボーイング777-300ERを導入を機に機内エンターテイメントやシートをリニューアルするプロジェクトが進んでいて2009年度までにほとんどの機体でリニューアルが完了される予定。改修後はビジネスクラスがフルフラット化やエコノミークラスにはPC電源とリクライニングしても後部座席に影響を与えないデザインになっている。更にStudioCXの最新版としてパナソニックアビエーション社製eX2のAVOD対応のシートテレビを全機材にリプレースしている。2年〜3年にかけて更新する予定。

### マイレージプログラム
マイレージプログラムとして、「アジアマイル」と上級組織にあたる「ザ・マルコポーロクラブ」の2種類がある。どちらもワンワールド加盟航空会社でマイルを獲得できる。数あるマイレージプログラムの中でも「ザ・マルコポーロクラブ」は他社のように年間で規定のマイルを貯めて入会できるというものではなく、入会金の支払により入会できる珍しいシステムを採用している（入会後は年間最低4セクター以上搭乗しないと会員資格を喪失する）。ただし、初期のレベルではワンワールドのステータスはなく、ルビークラス以上になるためにはやはり規定のマイルを貯めなくてはならない。また、アジアマイルにはランクが存在しないので、いくらマイルを貯めても、アジアマイル会員のままでは上級会員とならない。
ワンワールド加盟各社以外に、下記の航空会社と提携している。
- エア・アスタナ
- エア・カナダ
- 中国国際航空
- ニュージーランド航空
- バンコクエアウェイズ
- コムエアー
- Flybe
- ジェットブルー航空
- ルフトハンザドイツ航空
- MIATモンゴル航空
- フィリピン航空
- ベトナム航空
- ブエリング航空
- ウエストジェット航空

### ラウンジ

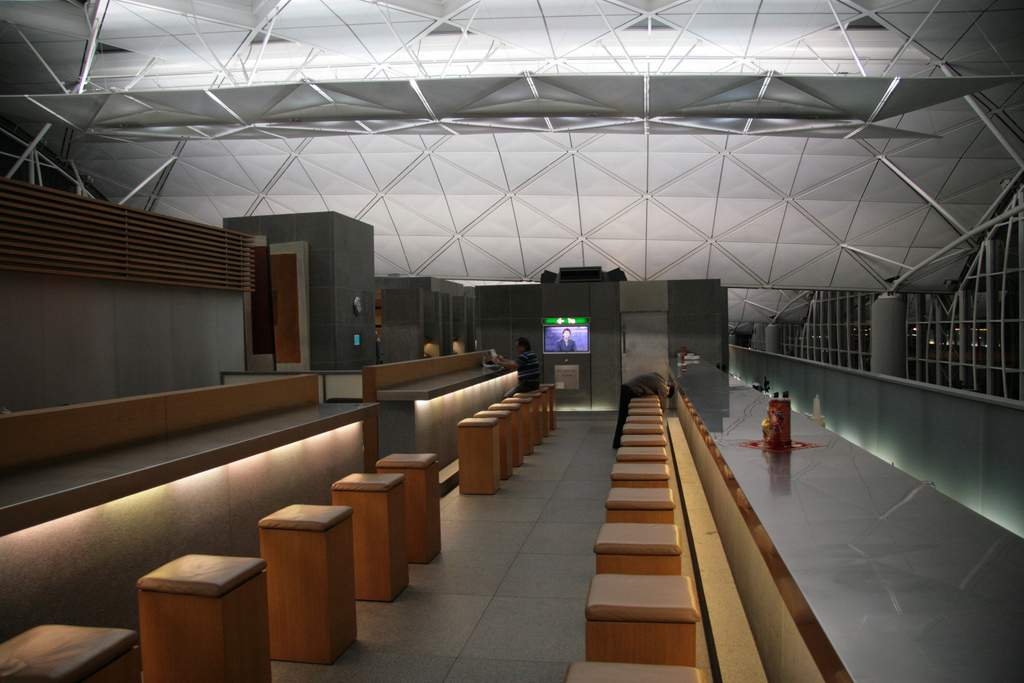
香港国際空港 The Wing

上級クラスまたは「ザ・マルコポーロクラブ」の上級会員向けの乗客に空港ラウンジのサービスを提供している。
ラウンジの名称は空港ごとに異なる。
ソファー、無料のアルコールやソフトドリンク、新聞や雑誌が提供される。
ラウンジによっては、ホットミール、軽食、「ヌードルバー」で出来立ての麺類を注文することができる。
本拠地香港では複数のラウンジを提供している。
- The Wing First Class /  Business Class Lounge
  - ファーストクラスラウンジとビジネスクラスラウンジで場所が異なる。
  - ファーストクラスラウンジではダイニングエリア「ザ・ヘイヴン」でレストラン形式でメニューから注文することができる。また、ザ・カバナで入浴することもできる。
- The Pier First Class /  Business Class Lounge
- The Deck
- The Bridge(2025年5月7日再開)

日本では、東京国際空港（キャセイパシフィック羽田ラウンジ）、成田国際空港（Cathay Pacific First and Business Class Lounge）でサービスを提供している。
その他の関西国際空港、新千歳空港、福岡空港では、空港会社運営のラウンジが、中部国際空港では提携先のJALサクララウンジが利用できる。

### 機内誌
機内誌「キャセイ」（CATHAY）があり、英語と中国語で書かれている。エコノミークラスを含むすべてのクラスに搭載されている。また、電子書籍としてiPadにも無料で配信している。

## 事件・事故
- キャセイ・パシフィック航空機ハイジャック事件（1948年）
- キャセイ・パシフィック航空機撃墜事件（1954年）
- キャセイ・パシフィック航空700Z便爆破事件（1972年）
- キャセイパシフィック航空780便事故（2010年）

## エピソード・その他
- BBCワールドニュースで放送している「アジア・ビジネスレポート」のスポンサーである。
- CIは、アメリカ合衆国の大手デザイン事務所ランドーアソシエイツの手によるものである[69]。コーポレートカラーは翡翠色とも呼ばれる深い緑色である。
- 現拠点空港であるチェク・ラップ・コク空港が開港するまでは、世界で最も着陸が難しい空港と謳われた啓徳空港（閉港）を拠点空港で使用していた為、香港カーブにより訓練されたパイロットの技術レベルは他社と比較して高いと言われる。
- コーポレートイメージソングとして「愛のテーマ」（作曲：バリー・ホワイト、演奏：ラブ・アンリミテッド・オーケストラ）があり、テレビコマーシャルなどで使用されていた。
- イギリス統治時代は、日本において「英国の伝統、信頼の翼」というキャッチフレーズで、テレビコマーシャルを実施していた。
- 1998年に同社の機内で泥酔して暴言を吐く、喫煙するなどしたオアシスのボーカル、リアム・ギャラガーを永久利用禁止にしている。
- 1998年9月、アジア通貨危機などの影響によりフィリピン航空が全面的に運航を停止したことを受け、フィリピン政府からの要請を受ける形でフィリピン国内の一部路線を代替運航した。世界的に見ても、一時的とはいえ「国内線の運航を国外の航空会社に全面的に任せる」事態は珍しく、ニュース等で話題となった[70]。
- 2011年、機内で乗務員が猥褻な行為に及んでいるとされる写真が流出、同社が始める予定だったキャンペーンが延期となった。
- 2012年、客室乗務員組合が労使交渉が妥結しない場合、乗客に「笑顔」でのサービスを拒否すると通告した[71]。
- 2018年9月19日、B777-300型機(B-HNO)の塗装を新塗装に変更した際に、本来なら「CATHAY PACIFIC」であるはずの社名の塗装が「CATHAY PACIIC」と「F」が抜けているという重大なスペルミスが発覚。その後同社はこのハプニングを公式Twitterで自虐ネタにしたところ、大きな反響を呼んだ。[72]
- 2023年5月21日、中国四川省成都市から香港へ向かう機内で中国の乗客に対する差別事件が発生した。乗務員が「英語で毛布と言えないなら渡せません」と答えた録音が中国のSNSの小紅書で流され、炎上になって、23日、CEOの林紹波が深夜に処分を発表し、自ら指揮を執ってサービス改善と再発防止に努めると表明した。香港の李家超行政長官も24日に「極めて悪質で残念」な出来事であり、香港のイメージを落としたという声明を発表した。事件関連の3人の乗務員は23日に解雇された。[73]（詳細は中国語版の記事を参照）